# Llista d'asteroides (434001-435000)
Llista d'asteroides del 434.001 al 435.000, amb data de descoberta i descobridor. És un fragment de la llista d'asteroides completa. Als asteroides se'ls dona un número quan es confirma la seva òrbita, per tant apareixen llistats aproximadament segons la data de descobriment.

## 434001– 434100
| Nom    | Designació provisional | Data de descobriment   | Lloc de descobriment | Descobridor/s            |
| ------ | ---------------------- | ---------------------- | -------------------- | ------------------------ |
| 434001 | 2000 SQ296             | 28 de setembre de 2000 | Socorro              | LINEAR                   |
| 434002 | 2000 SM320             | 29 de setembre de 2000 | Kitt Peak            | Spacewatch               |
| 434003 | 2000 SP372             | 26 de setembre de 2000 | Apache Point         | Sloan Digital Sky Survey |
| 434004 | 2000 SM374             | 26 de setembre de 2000 | Apache Point         | Sloan Digital Sky Survey |
| 434005 | 2000 TD33              | 4 d'octubre de 2000    | Socorro              | LINEAR                   |
| 434006 | 2000 UJ51              | 24 d'octubre de 2000   | Socorro              | LINEAR                   |
| 434007 | 2000 VH61              | 1 de novembre de 2000  | Kitt Peak            | Spacewatch               |
| 434008 | 2000 WY2               | 19 de novembre de 2000 | Socorro              | LINEAR                   |
| 434009 | 2000 WB132             | 17 de novembre de 2000 | Kitt Peak            | Spacewatch               |
| 434010 | 2000 XB14              | 4 de desembre de 2000  | Bohyunsan            | Jeon, Y.-B., Lee, B.-C.  |
| 434011 | 2000 YU140             | 19 de desembre de 2000 | Kitt Peak            | Deep Lens Survey         |
| 434012 | 2001 FE120             | 28 de març de 2001     | Kitt Peak            | Spacewatch               |
| 434013 | 2001 PF20              | 10 d'agost de 2001     | Palomar              | NEAT                     |
| 434014 | 2001 QV105             | 18 d'agost de 2001     | Anderson Mesa        | LONEOS                   |
| 434015 | 2001 QK167             | 24 d'agost de 2001     | Haleakala            | NEAT                     |
| 434016 | 2001 QC262             | 25 d'agost de 2001     | Socorro              | LINEAR                   |
| 434017 | 2001 QP329             | 23 d'agost de 2001     | Anderson Mesa        | LONEOS                   |
| 434018 | 2001 QP330             | 27 d'agost de 2001     | Anderson Mesa        | LONEOS                   |
| 434019 | 2001 RG9               | 8 de setembre de 2001  | Socorro              | LINEAR                   |
| 434020 | 2001 RG142             | 10 de setembre de 2001 | Socorro              | LINEAR                   |
| 434021 | 2001 SY3               | 16 de setembre de 2001 | Socorro              | LINEAR                   |
| 434022 | 2001 SK8               | 12 de setembre de 2001 | Kitt Peak            | Spacewatch               |
| 434023 | 2001 ST53              | 16 de setembre de 2001 | Socorro              | LINEAR                   |
| 434024 | 2001 SL76              | 16 de setembre de 2001 | Socorro              | LINEAR                   |
| 434025 | 2001 SQ142             | 16 de setembre de 2001 | Socorro              | LINEAR                   |
| 434026 | 2001 SJ143             | 16 de setembre de 2001 | Socorro              | LINEAR                   |
| 434027 | 2001 SB144             | 16 de setembre de 2001 | Socorro              | LINEAR                   |
| 434028 | 2001 SG182             | 19 de setembre de 2001 | Socorro              | LINEAR                   |
| 434029 | 2001 SN182             | 19 de setembre de 2001 | Socorro              | LINEAR                   |
| 434030 | 2001 SF183             | 19 de setembre de 2001 | Socorro              | LINEAR                   |
| 434031 | 2001 SW197             | 25 d'agost de 2001     | Kitt Peak            | Spacewatch               |
| 434032 | 2001 SS208             | 19 de setembre de 2001 | Socorro              | LINEAR                   |
| 434033 | 2001 SD222             | 19 de setembre de 2001 | Socorro              | LINEAR                   |
| 434034 | 2001 SS222             | 19 de setembre de 2001 | Socorro              | LINEAR                   |
| 434035 | 2001 SE228             | 9 d'octubre de 1997    | Kitt Peak            | Spacewatch               |
| 434036 | 2001 SM236             | 19 de setembre de 2001 | Socorro              | LINEAR                   |
| 434037 | 2001 SL248             | 19 de setembre de 2001 | Socorro              | LINEAR                   |
| 434038 | 2001 SG249             | 19 de setembre de 2001 | Socorro              | LINEAR                   |
| 434039 | 2001 SO284             | 12 de setembre de 2001 | Kitt Peak            | Spacewatch               |
| 434040 | 2001 SL309             | 19 de setembre de 2001 | Kitt Peak            | Spacewatch               |
| 434041 | 2001 SB329             | 19 de setembre de 2001 | Socorro              | LINEAR                   |
| 434042 | 2001 TL25              | 14 d'octubre de 2001   | Socorro              | LINEAR                   |
| 434043 | 2001 TC57              | 13 d'octubre de 2001   | Socorro              | LINEAR                   |
| 434044 | 2001 TC93              | 14 d'octubre de 2001   | Socorro              | LINEAR                   |
| 434045 | 2001 TV158             | 20 de setembre de 2001 | Socorro              | LINEAR                   |
| 434046 | 2001 TJ183             | 14 d'octubre de 2001   | Socorro              | LINEAR                   |
| 434047 | 2001 TT212             | 13 d'octubre de 2001   | Palomar              | NEAT                     |
| 434048 | 2001 TV234             | 15 d'octubre de 2001   | Kitt Peak            | Spacewatch               |
| 434049 | 2001 TK241             | 9 d'octubre de 2001    | Kitt Peak            | Spacewatch               |
| 434050 | 2001 TU257             | 10 d'octubre de 2001   | Palomar              | NEAT                     |
| 434051 | 2001 UW16              | 24 d'octubre de 2001   | Palomar              | NEAT                     |
| 434052 | 2001 UP17              | 24 d'octubre de 2001   | Socorro              | LINEAR                   |
| 434053 | 2001 UP27              | 28 d'octubre de 2001   | Palomar              | NEAT                     |
| 434054 | 2001 UR43              | 17 d'octubre de 2001   | Socorro              | LINEAR                   |
| 434055 | 2001 UY52              | 17 d'octubre de 2001   | Socorro              | LINEAR                   |
| 434056 | 2001 UK67              | 20 d'octubre de 2001   | Socorro              | LINEAR                   |
| 434057 | 2001 UN144             | 23 d'octubre de 2001   | Socorro              | LINEAR                   |
| 434058 | 2001 UE156             | 23 d'octubre de 2001   | Socorro              | LINEAR                   |
| 434059 | 2001 UA221             | 21 d'octubre de 2001   | Socorro              | LINEAR                   |
| 434060 | 2001 UB224             | 18 d'octubre de 2001   | Palomar              | NEAT                     |
| 434061 | 2001 UY224             | 23 d'octubre de 2001   | Socorro              | LINEAR                   |
| 434062 | 2001 VR2               | 9 de novembre de 2001  | Socorro              | LINEAR                   |
| 434063 | 2001 VC65              | 10 de novembre de 2001 | Socorro              | LINEAR                   |
| 434064 | 2001 VX71              | 12 de novembre de 2001 | Emerald Lane         | Ball, L.                 |
| 434065 | 2001 WJ30              | 17 de novembre de 2001 | Socorro              | LINEAR                   |
| 434066 | 2001 WO51              | 19 de novembre de 2001 | Socorro              | LINEAR                   |
| 434067 | 2001 WV52              | 19 de novembre de 2001 | Socorro              | LINEAR                   |
| 434068 | 2001 WF69              | 9 de novembre de 2001  | Socorro              | LINEAR                   |
| 434069 | 2001 WF78              | 20 de novembre de 2001 | Socorro              | LINEAR                   |
| 434070 | 2001 XM5               | 5 de desembre de 2001  | Haleakala            | NEAT                     |
| 434071 | 2001 XO133             | 14 de desembre de 2001 | Socorro              | LINEAR                   |
| 434072 | 2001 XE138             | 14 de desembre de 2001 | Socorro              | LINEAR                   |
| 434073 | 2001 XB202             | 14 de desembre de 2001 | Kitt Peak            | Spacewatch               |
| 434074 | 2001 XK206             | 17 de novembre de 2001 | Socorro              | LINEAR                   |
| 434075 | 2001 XY223             | 19 de novembre de 2001 | Socorro              | LINEAR                   |
| 434076 | 2001 XU252             | 14 de desembre de 2001 | Socorro              | LINEAR                   |
| 434077 | 2001 YN1               | 18 de desembre de 2001 | Socorro              | LINEAR                   |
| 434078 | 2001 YB15              | 17 de desembre de 2001 | Socorro              | LINEAR                   |
| 434079 | 2001 YK153             | 19 de desembre de 2001 | Anderson Mesa        | LONEOS                   |
| 434080 | 2002 AE2               | 7 de gener de 2002     | Haleakala            | NEAT                     |
| 434081 | 2002 AQ158             | 13 de gener de 2002    | Socorro              | LINEAR                   |
| 434082 | 2002 BP20              | 19 de gener de 2002    | Anderson Mesa        | LONEOS                   |
| 434083 | 2002 CK                | 6 de febrer de 2002    | Socorro              | LINEAR                   |
| 434084 | 2002 CA19              | 6 de febrer de 2002    | Siding Spring        | McNaught, R. H.          |
| 434085 | 2002 CD29              | 6 de febrer de 2002    | Socorro              | LINEAR                   |
| 434086 | 2002 CC59              | 13 de febrer de 2002   | Socorro              | LINEAR                   |
| 434087 | 2002 CV69              | 7 de febrer de 2002    | Socorro              | LINEAR                   |
| 434088 | 2002 CV72              | 7 de febrer de 2002    | Socorro              | LINEAR                   |
| 434089 | 2002 CO162             | 8 de febrer de 2002    | Socorro              | LINEAR                   |
| 434090 | 2002 CF217             | 10 de febrer de 2002   | Socorro              | LINEAR                   |
| 434091 | 2002 CJ258             | 6 de febrer de 2002    | Kitt Peak            | Buie, M. W.              |
| 434092 | 2002 EE9               | 13 de març de 2002     | Palomar              | NEAT                     |
| 434093 | 2002 EP37              | 9 de març de 2002      | Kitt Peak            | Spacewatch               |
| 434094 | 2002 EP57              | 13 de març de 2002     | Socorro              | LINEAR                   |
| 434095 | 2002 FB25              | 19 de març de 2002     | Palomar              | NEAT                     |
| 434096 | 2002 GO5               | 11 d'abril de 2002     | Socorro              | LINEAR                   |
| 434097 | 2002 GT33              | 1 d'abril de 2002      | Palomar              | NEAT                     |
| 434098 | 2002 GC71              | 9 d'abril de 2002      | Kitt Peak            | Spacewatch               |
| 434099 | 2002 GK89              | 8 d'abril de 2002      | Palomar              | NEAT                     |
| 434100 | 2002 GQ119             | 12 d'abril de 2002     | Palomar              | NEAT                     |

## 434101– 434200
| Nom    | Designació provisional | Data de descobriment   | Lloc de descobriment | Descobridor/s               |
| ------ | ---------------------- | ---------------------- | -------------------- | --------------------------- |
| 434101 | 2002 JB14              | 7 de maig de 2002      | Palomar              | NEAT                        |
| 434102 | 2002 JY100             | 15 de maig de 2002     | Palomar              | NEAT                        |
| 434103 | 2002 JP117             | 4 de maig de 2002      | Anderson Mesa        | LONEOS                      |
| 434104 | 2002 LM5               | 5 de juny de 2002      | Palomar              | NEAT                        |
| 434105 | 2002 NZ1               | 5 de juliol de 2002    | Kitt Peak            | Spacewatch                  |
| 434106 | 2002 NU57              | 12 de juliol de 2002   | Palomar              | NEAT                        |
| 434107 | 2002 NK63              | 9 de juliol de 2002    | Palomar              | NEAT                        |
| 434108 | 2002 NN65              | 15 de juliol de 2002   | Palomar              | NEAT                        |
| 434109 | 2002 OW13              | 18 de juliol de 2002   | Socorro              | LINEAR                      |
| 434110 | 2002 OX22              | 31 de juliol de 2002   | Socorro              | LINEAR                      |
| 434111 | 2002 OJ33              | 18 de juliol de 2002   | Palomar              | NEAT                        |
| 434112 | 2002 PQ5               | 4 d'agost de 2002      | Palomar              | NEAT                        |
| 434113 | 2002 PV68              | 11 d'agost de 2002     | Socorro              | LINEAR                      |
| 434114 | 2002 PA103             | 12 d'agost de 2002     | Socorro              | LINEAR                      |
| 434115 | 2002 PW104             | 12 d'agost de 2002     | Socorro              | LINEAR                      |
| 434116 | 2002 PZ138             | 12 d'agost de 2002     | Socorro              | LINEAR                      |
| 434117 | 2002 PL140             | 14 d'agost de 2002     | Socorro              | LINEAR                      |
| 434118 | 2002 PD166             | 8 d'agost de 2002      | Palomar              | Lowe, A.                    |
| 434119 | 2002 PA173             | 15 d'octubre de 1995   | Kitt Peak            | Spacewatch                  |
| 434120 | 2002 PS181             | 15 d'agost de 2002     | Palomar              | NEAT                        |
| 434121 | 2002 PK190             | 8 d'agost de 2002      | Palomar              | NEAT                        |
| 434122 | 2002 QT6               | 20 d'agost de 2002     | Kvistaberg           | Uppsala-DLR Asteroid Survey |
| 434123 | 2002 QB39              | 30 d'agost de 2002     | Kitt Peak            | Spacewatch                  |
| 434124 | 2002 QD52              | 29 d'agost de 2002     | Palomar              | Hönig, S. F.                |
| 434125 | 2002 QA53              | 29 d'agost de 2002     | Palomar              | Hönig, S. F.                |
| 434126 | 2002 QP56              | 16 d'agost de 2002     | Palomar              | Lowe, A.                    |
| 434127 | 2002 QF57              | 29 d'agost de 2002     | Palomar              | Hönig, S. F.                |
| 434128 | 2002 QR60              | 19 d'agost de 2002     | Palomar              | NEAT                        |
| 434129 | 2002 QX62              | 17 d'agost de 2002     | Palomar              | NEAT                        |
| 434130 | 2002 QS81              | 30 d'agost de 2002     | Palomar              | NEAT                        |
| 434131 | 2002 QK90              | 30 d'agost de 2002     | Palomar              | NEAT                        |
| 434132 | 2002 QH95              | 18 d'agost de 2002     | Palomar              | NEAT                        |
| 434133 | 2002 QV102             | 28 d'agost de 2002     | Palomar              | Palomar                     |
| 434134 | 2002 QJ111             | 17 d'agost de 2002     | Palomar              | NEAT                        |
| 434135 | 2002 QN124             | 16 d'agost de 2002     | Palomar              | NEAT                        |
| 434136 | 2002 QO131             | 30 d'agost de 2002     | Palomar              | NEAT                        |
| 434137 | 2002 QL132             | 17 d'agost de 2002     | Palomar              | NEAT                        |
| 434138 | 2002 RW1               | 12 d'agost de 2002     | Socorro              | LINEAR                      |
| 434139 | 2002 RK7               | 3 de setembre de 2002  | Needville            | Needville                   |
| 434140 | 2002 RJ37              | 5 de setembre de 2002  | Socorro              | LINEAR                      |
| 434141 | 2002 RX54              | 5 de setembre de 2002  | Anderson Mesa        | LONEOS                      |
| 434142 | 2002 RA76              | 5 de setembre de 2002  | Socorro              | LINEAR                      |
| 434143 | 2002 RO83              | 5 de setembre de 2002  | Socorro              | LINEAR                      |
| 434144 | 2002 RL98              | 5 de setembre de 2002  | Socorro              | LINEAR                      |
| 434145 | 2002 RG151             | 12 de setembre de 2002 | Palomar              | NEAT                        |
| 434146 | 2002 RH153             | 12 de setembre de 2002 | Palomar              | NEAT                        |
| 434147 | 2002 RH156             | 11 de setembre de 2002 | Palomar              | NEAT                        |
| 434148 | 2002 RK176             | 13 de setembre de 2002 | Palomar              | NEAT                        |
| 434149 | 2002 RA180             | 14 de setembre de 2002 | Kitt Peak            | Spacewatch                  |
| 434150 | 2002 RU198             | 13 de setembre de 2002 | Palomar              | NEAT                        |
| 434151 | 2002 RA203             | 13 de setembre de 2002 | Palomar              | NEAT                        |
| 434152 | 2002 RN280             | 14 de setembre de 2002 | Palomar              | NEAT                        |
| 434153 | 2002 RF281             | 14 de setembre de 2002 | Palomar              | NEAT                        |
| 434154 | 2002 SL                | 16 de setembre de 2002 | Haleakala            | NEAT                        |
| 434155 | 2002 SN7               | 27 de setembre de 2002 | Palomar              | NEAT                        |
| 434156 | 2002 SX14              | 27 de setembre de 2002 | Palomar              | NEAT                        |
| 434157 | 2002 SR17              | 26 de setembre de 2002 | Palomar              | NEAT                        |
| 434158 | 2002 SP64              | 16 de setembre de 2002 | Palomar              | NEAT                        |
| 434159 | 2002 SZ68              | 26 de setembre de 2002 | Palomar              | NEAT                        |
| 434160 | 2002 TM9               | 1 d'octubre de 2002    | Anderson Mesa        | LONEOS                      |
| 434161 | 2002 TU9               | 1 d'octubre de 2002    | Anderson Mesa        | LONEOS                      |
| 434162 | 2002 TW37              | 2 d'octubre de 2002    | Socorro              | LINEAR                      |
| 434163 | 2002 TZ38              | 2 d'octubre de 2002    | Socorro              | LINEAR                      |
| 434164 | 2002 TS42              | 2 d'octubre de 2002    | Socorro              | LINEAR                      |
| 434165 | 2002 TP51              | 2 d'octubre de 2002    | Socorro              | LINEAR                      |
| 434166 | 2002 TT63              | 4 d'octubre de 2002    | Campo Imperatore     | CINEOS                      |
| 434167 | 2002 TQ65              | 5 d'octubre de 2002    | Socorro              | LINEAR                      |
| 434168 | 2002 TM80              | 1 d'octubre de 2002    | Anderson Mesa        | LONEOS                      |
| 434169 | 2002 TQ93              | 3 d'octubre de 2002    | Socorro              | LINEAR                      |
| 434170 | 2002 TN99              | 4 d'octubre de 2002    | Palomar              | NEAT                        |
| 434171 | 2002 TN128             | 4 d'octubre de 2002    | Palomar              | NEAT                        |
| 434172 | 2002 TR155             | 5 d'octubre de 2002    | Palomar              | NEAT                        |
| 434173 | 2002 TP170             | 3 d'octubre de 2002    | Palomar              | NEAT                        |
| 434174 | 2002 TQ339             | 5 d'octubre de 2002    | Apache Point         | Sloan Digital Sky Survey    |
| 434175 | 2002 TF363             | 10 d'octubre de 2002   | Apache Point         | Sloan Digital Sky Survey    |
| 434176 | 2002 UA                | 5 d'octubre de 2002    | Socorro              | LINEAR                      |
| 434177 | 2002 UP21              | 30 d'octubre de 2002   | Palomar              | NEAT                        |
| 434178 | 2002 US27              | 31 d'octubre de 2002   | Palomar              | NEAT                        |
| 434179 | 2002 UB74              | 31 d'octubre de 2002   | Palomar              | NEAT                        |
| 434180 | 2002 UB77              | 31 d'octubre de 2002   | Palomar              | NEAT                        |
| 434181 | 2002 VY104             | 12 de novembre de 2002 | Socorro              | LINEAR                      |
| 434182 | 2002 WU26              | 4 d'octubre de 2002    | Campo Imperatore     | CINEOS                      |
| 434183 | 2002 XL9               | 28 de novembre de 2002 | Anderson Mesa        | LONEOS                      |
| 434184 | 2002 XX9               | 2 de desembre de 2002  | Socorro              | LINEAR                      |
| 434185 | 2002 XE61              | 10 de desembre de 2002 | Socorro              | LINEAR                      |
| 434186 | 2002 XH83              | 13 de desembre de 2002 | Palomar              | NEAT                        |
| 434187 | 2003 AN2               | 1 de gener de 2003     | Socorro              | LINEAR                      |
| 434188 | 2003 AD23              | 7 de gener de 2003     | Socorro              | LINEAR                      |
| 434189 | 2003 AT25              | 4 de gener de 2003     | Socorro              | LINEAR                      |
| 434190 | 2003 AN87              | 1 de gener de 2003     | Socorro              | LINEAR                      |
| 434191 | 2003 BT46              | 8 de gener de 2003     | Socorro              | LINEAR                      |
| 434192 | 2003 CQ1               | 2 de febrer de 2003    | Palomar              | NEAT                        |
| 434193 | 2003 DY8               | 28 de desembre de 2002 | Kitt Peak            | Spacewatch                  |
| 434194 | 2003 FK127             | 30 de març de 2003     | Kitt Peak            | Buie, M. W.                 |
| 434195 | 2003 GV24              | 7 d'abril de 2003      | Kitt Peak            | Spacewatch                  |
| 434196 | 2003 HG2               | 24 d'abril de 2003     | Desert Eagle         | Yeung, W. K. Y.             |
| 434197 | 2003 HH49              | 30 d'abril de 2003     | Kitt Peak            | Spacewatch                  |
| 434198 | 2003 NN5               | 3 de juliol de 2003    | Kitt Peak            | Spacewatch                  |
| 434199 | 2003 OW                | 20 de juliol de 2003   | Palomar              | NEAT                        |
| 434200 | 2003 PR                | 1 d'agost de 2003      | Socorro              | LINEAR                      |

## 434201– 434300
| Nom    | Designació provisional | Data de descobriment   | Lloc de descobriment | Descobridor/s            |
| ------ | ---------------------- | ---------------------- | -------------------- | ------------------------ |
| 434201 | 2003 QH10              | 4 d'agost de 2003      | Socorro              | LINEAR                   |
| 434202 | 2003 QO56              | 23 d'agost de 2003     | Socorro              | LINEAR                   |
| 434203 | 2003 QA59              | 23 d'agost de 2003     | Socorro              | LINEAR                   |
| 434204 | 2003 QO99              | 29 de juliol de 2003   | Socorro              | LINEAR                   |
| 434205 | 2003 QK104             | 30 d'agost de 2003     | Reedy Creek          | Broughton, J.            |
| 434206 | 2003 QZ114             | 23 d'agost de 2003     | Campo Imperatore     | CINEOS                   |
| 434207 | 2003 SP1               | 16 de setembre de 2003 | Kitt Peak            | Spacewatch               |
| 434208 | 2003 SW13              | 16 de setembre de 2003 | Kitt Peak            | Spacewatch               |
| 434209 | 2003 SH17              | 2 de setembre de 2003  | Socorro              | LINEAR                   |
| 434210 | 2003 SD18              | 16 de setembre de 2003 | Kitt Peak            | Spacewatch               |
| 434211 | 2003 SN37              | 4 de setembre de 2003  | Socorro              | LINEAR                   |
| 434212 | 2003 SK41              | 17 de setembre de 2003 | Palomar              | NEAT                     |
| 434213 | 2003 SR50              | 18 de setembre de 2003 | Palomar              | NEAT                     |
| 434214 | 2003 SQ55              | 16 de setembre de 2003 | Anderson Mesa        | LONEOS                   |
| 434215 | 2003 SO56              | 16 de setembre de 2003 | Socorro              | LINEAR                   |
| 434216 | 2003 SJ63              | 17 de setembre de 2003 | Kitt Peak            | Spacewatch               |
| 434217 | 2003 SV70              | 18 de setembre de 2003 | Kitt Peak            | Spacewatch               |
| 434218 | 2003 SA75              | 18 de setembre de 2003 | Kitt Peak            | Spacewatch               |
| 434219 | 2003 SG93              | 18 de setembre de 2003 | Kitt Peak            | Spacewatch               |
| 434220 | 2003 SP95              | 19 de setembre de 2003 | Palomar              | NEAT                     |
| 434221 | 2003 SZ147             | 16 de setembre de 2003 | Socorro              | LINEAR                   |
| 434222 | 2003 SB167             | 22 de setembre de 2003 | Socorro              | LINEAR                   |
| 434223 | 2003 ST171             | 18 de setembre de 2003 | Kitt Peak            | Spacewatch               |
| 434224 | 2003 SA191             | 4 de setembre de 2003  | Socorro              | LINEAR                   |
| 434225 | 2003 SQ201             | 26 de setembre de 2003 | Desert Eagle         | Yeung, W. K. Y.          |
| 434226 | 2003 SB226             | 26 de setembre de 2003 | Socorro              | LINEAR                   |
| 434227 | 2003 SM235             | 28 de setembre de 2003 | Socorro              | LINEAR                   |
| 434228 | 2003 SO272             | 27 de setembre de 2003 | Socorro              | LINEAR                   |
| 434229 | 2003 SG273             | 27 de setembre de 2003 | Socorro              | LINEAR                   |
| 434230 | 2003 SD278             | 30 de setembre de 2003 | Socorro              | LINEAR                   |
| 434231 | 2003 SR280             | 18 de setembre de 2003 | Kitt Peak            | Spacewatch               |
| 434232 | 2003 SO295             | 29 de setembre de 2003 | Anderson Mesa        | LONEOS                   |
| 434233 | 2003 ST296             | 29 de setembre de 2003 | Anderson Mesa        | LONEOS                   |
| 434234 | 2003 SA304             | 17 de setembre de 2003 | Palomar              | NEAT                     |
| 434235 | 2003 SE317             | 18 de setembre de 2003 | Kitt Peak            | Spacewatch               |
| 434236 | 2003 SH330             | 26 de setembre de 2003 | Apache Point         | Sloan Digital Sky Survey |
| 434237 | 2003 SJ333             | 21 de setembre de 2003 | Campo Imperatore     | CINEOS                   |
| 434238 | 2003 SK335             | 26 de setembre de 2003 | Apache Point         | Sloan Digital Sky Survey |
| 434239 | 2003 SW339             | 26 de setembre de 2003 | Apache Point         | Sloan Digital Sky Survey |
| 434240 | 2003 SZ394             | 26 de setembre de 2003 | Apache Point         | Sloan Digital Sky Survey |
| 434241 | 2003 UN6               | 18 d'octubre de 2003   | Palomar              | NEAT                     |
| 434242 | 2003 UA20              | 22 d'octubre de 2003   | Socorro              | LINEAR                   |
| 434243 | 2003 UH20              | 22 d'octubre de 2003   | Socorro              | LINEAR                   |
| 434244 | 2003 UK22              | 20 de setembre de 2003 | Anderson Mesa        | LONEOS                   |
| 434245 | 2003 UB38              | 17 d'octubre de 2003   | Kitt Peak            | Spacewatch               |
| 434246 | 2003 UK38              | 17 d'octubre de 2003   | Kitt Peak            | Spacewatch               |
| 434247 | 2003 UR44              | 18 d'octubre de 2003   | Kitt Peak            | Spacewatch               |
| 434248 | 2003 UP47              | 24 d'octubre de 2003   | Socorro              | LINEAR                   |
| 434249 | 2003 UT53              | 30 de setembre de 2003 | Socorro              | LINEAR                   |
| 434250 | 2003 US56              | 23 d'octubre de 2003   | Anderson Mesa        | LONEOS                   |
| 434251 | 2003 UW69              | 18 d'octubre de 2003   | Kitt Peak            | Spacewatch               |
| 434252 | 2003 UT73              | 23 d'octubre de 2003   | Anderson Mesa        | LONEOS                   |
| 434253 | 2003 UZ76              | 17 d'octubre de 2003   | Kitt Peak            | Spacewatch               |
| 434254 | 2003 UJ143             | 18 d'octubre de 2003   | Anderson Mesa        | LONEOS                   |
| 434255 | 2003 UZ154             | 5 d'octubre de 2003    | Kitt Peak            | Spacewatch               |
| 434256 | 2003 UH156             | 16 de setembre de 2003 | Kitt Peak            | Spacewatch               |
| 434257 | 2003 UC166             | 21 d'octubre de 2003   | Kitt Peak            | Spacewatch               |
| 434258 | 2003 UV175             | 22 de setembre de 2003 | Kitt Peak            | Spacewatch               |
| 434259 | 2003 UX198             | 22 de setembre de 2003 | Kitt Peak            | Spacewatch               |
| 434260 | 2003 UZ201             | 21 d'octubre de 2003   | Socorro              | LINEAR                   |
| 434261 | 2003 UD212             | 23 d'octubre de 2003   | Kitt Peak            | Spacewatch               |
| 434262 | 2003 UV230             | 23 d'octubre de 2003   | Kitt Peak            | Spacewatch               |
| 434263 | 2003 UL250             | 25 d'octubre de 2003   | Socorro              | LINEAR                   |
| 434264 | 2003 UA301             | 17 d'octubre de 2003   | Anderson Mesa        | LONEOS                   |
| 434265 | 2003 UV350             | 19 d'octubre de 2003   | Apache Point         | Sloan Digital Sky Survey |
| 434266 | 2003 UF400             | 22 d'octubre de 2003   | Kitt Peak            | Spacewatch               |
| 434267 | 2003 WM5               | 18 de novembre de 2003 | Palomar              | NEAT                     |
| 434268 | 2003 WZ13              | 19 d'octubre de 2003   | Kitt Peak            | Spacewatch               |
| 434269 | 2003 WU23              | 18 de novembre de 2003 | Kitt Peak            | Spacewatch               |
| 434270 | 2003 WQ24              | 20 de novembre de 2003 | Socorro              | LINEAR                   |
| 434271 | 2003 WT26              | 19 de novembre de 2003 | Anderson Mesa        | LONEOS                   |
| 434272 | 2003 WA33              | 18 de novembre de 2003 | Palomar              | NEAT                     |
| 434273 | 2003 WR46              | 24 d'octubre de 2003   | Kitt Peak            | Spacewatch               |
| 434274 | 2003 WY78              | 20 de novembre de 2003 | Socorro              | LINEAR                   |
| 434275 | 2003 WR80              | 20 de novembre de 2003 | Catalina             | CSS                      |
| 434276 | 2003 WA92              | 18 de novembre de 2003 | Kitt Peak            | Spacewatch               |
| 434277 | 2003 WK115             | 20 de novembre de 2003 | Socorro              | LINEAR                   |
| 434278 | 2003 WN144             | 16 de novembre de 2003 | Catalina             | CSS                      |
| 434279 | 2003 XO15              | 1 de desembre de 2003  | Socorro              | LINEAR                   |
| 434280 | 2003 XB32              | 1 de desembre de 2003  | Kitt Peak            | Spacewatch               |
| 434281 | 2003 XE35              | 3 de desembre de 2003  | Socorro              | LINEAR                   |
| 434282 | 2003 YJ8               | 20 d'octubre de 2003   | Socorro              | LINEAR                   |
| 434283 | 2003 YD35              | 18 de desembre de 2003 | Palomar              | NEAT                     |
| 434284 | 2003 YB49              | 4 de desembre de 2003  | Socorro              | LINEAR                   |
| 434285 | 2003 YV126             | 27 de desembre de 2003 | Socorro              | LINEAR                   |
| 434286 | 2003 YR159             | 19 de novembre de 2003 | Socorro              | LINEAR                   |
| 434287 | 2003 YX171             | 18 de desembre de 2003 | Kitt Peak            | Spacewatch               |
| 434288 | 2004 BP6               | 17 de gener de 2004    | Palomar              | NEAT                     |
| 434289 | 2004 BQ12              | 17 de gener de 2004    | Palomar              | NEAT                     |
| 434290 | 2004 BO68              | 23 de gener de 2004    | Socorro              | LINEAR                   |
| 434291 | 2004 BN78              | 22 de gener de 2004    | Socorro              | LINEAR                   |
| 434292 | 2004 BK85              | 22 de gener de 2004    | Socorro              | LINEAR                   |
| 434293 | 2004 BM154             | 28 de gener de 2004    | Kitt Peak            | Spacewatch               |
| 434294 | 2004 CT21              | 30 de gener de 2004    | Kitt Peak            | Spacewatch               |
| 434295 | 2004 CK83              | 12 de febrer de 2004   | Kitt Peak            | Spacewatch               |
| 434296 | 2004 DD30              | 17 de febrer de 2004   | Socorro              | LINEAR                   |
| 434297 | 2004 DK46              | 19 de febrer de 2004   | Socorro              | LINEAR                   |
| 434298 | 2004 EW17              | 12 de març de 2004     | Palomar              | NEAT                     |
| 434299 | 2004 EP29              | 15 de març de 2004     | Kitt Peak            | Spacewatch               |
| 434300 | 2004 EV43              | 11 de març de 2004     | Palomar              | NEAT                     |

## 434301– 434400
| Nom    | Designació provisional | Data de descobriment   | Lloc de descobriment | Descobridor/s                       |
| ------ | ---------------------- | ---------------------- | -------------------- | ----------------------------------- |
| 434301 | 2004 EP53              | 15 de març de 2004     | Socorro              | LINEAR                              |
| 434302 | 2004 EQ93              | 15 de març de 2004     | Kitt Peak            | Spacewatch                          |
| 434303 | 2004 EU100             | 15 de març de 2004     | Kitt Peak            | Spacewatch                          |
| 434304 | 2004 FC21              | 23 de febrer de 2004   | Socorro              | LINEAR                              |
| 434305 | 2004 FM25              | 17 de març de 2004     | Socorro              | LINEAR                              |
| 434306 | 2004 FO29              | 19 de març de 2004     | Socorro              | LINEAR                              |
| 434307 | 2004 FT41              | 30 de març de 2004     | Catalina             | CSS                                 |
| 434308 | 2004 FW80              | 16 de març de 2004     | Socorro              | LINEAR                              |
| 434309 | 2004 FO111             | 26 de març de 2004     | Socorro              | LINEAR                              |
| 434310 | 2004 FP127             | 18 de març de 2004     | Socorro              | LINEAR                              |
| 434311 | 2004 FV141             | 27 de març de 2004     | Catalina             | CSS                                 |
| 434312 | 2004 FR159             | 18 de març de 2004     | Kitt Peak            | Spacewatch                          |
| 434313 | 2004 GP                | 9 d'abril de 2004      | Socorro              | LINEAR                              |
| 434314 | 2004 GU22              | 12 d'abril de 2004     | Anderson Mesa        | LONEOS                              |
| 434315 | 2004 GN28              | 14 d'abril de 2004     | Socorro              | LINEAR                              |
| 434316 | 2004 GY44              | 31 de març de 2004     | Kitt Peak            | Spacewatch                          |
| 434317 | 2004 GP49              | 12 d'abril de 2004     | Kitt Peak            | Spacewatch                          |
| 434318 | 2004 GT63              | 16 de març de 2004     | Kitt Peak            | Spacewatch                          |
| 434319 | 2004 GZ69              | 13 d'abril de 2004     | Kitt Peak            | Spacewatch                          |
| 434320 | 2004 GT73              | 15 d'abril de 2004     | Bergisch Gladbach    | Bickel, W.                          |
| 434321 | 2004 GO77              | 14 d'abril de 2004     | Catalina             | CSS                                 |
| 434322 | 2004 GT80              | 15 de març de 2004     | Kitt Peak            | Spacewatch                          |
| 434323 | 2004 HD10              | 17 d'abril de 2004     | Socorro              | LINEAR                              |
| 434324 | 2004 HN59              | 25 d'abril de 2004     | Kitt Peak            | Spacewatch                          |
| 434325 | 2004 JD2               | 11 de maig de 2004     | Catalina             | CSS                                 |
| 434326 | 2004 JG6               | 11 de maig de 2004     | Anderson Mesa        | LONEOS                              |
| 434327 | 2004 JA10              | 9 de maig de 2004      | Kitt Peak            | Spacewatch                          |
| 434328 | 2004 JD11              | 12 de maig de 2004     | Catalina             | CSS                                 |
| 434329 | 2004 JM13              | 14 de maig de 2004     | Palomar              | NEAT                                |
| 434330 | 2004 JM23              | 13 de maig de 2004     | Palomar              | NEAT                                |
| 434331 | 2004 JY39              | 14 de maig de 2004     | Kitt Peak            | Spacewatch                          |
| 434332 | 2004 JJ56              | 12 de maig de 2004     | Apache Point         | Sloan Digital Sky Survey            |
| 434333 | 2004 KS5               | 17 de maig de 2004     | Socorro              | LINEAR                              |
| 434334 | 2004 KU18              | 19 de maig de 2004     | Kitt Peak            | Spacewatch                          |
| 434335 | 2004 LF9               | 13 de juny de 2004     | Kitt Peak            | Spacewatch                          |
| 434336 | 2004 LU21              | 25 d'abril de 2003     | Kitt Peak            | Spacewatch                          |
| 434337 | 2004 LN26              | 12 de juny de 2004     | Kitt Peak            | Spacewatch                          |
| 434338 | 2004 LJ30              | 13 de juny de 2004     | Socorro              | LINEAR                              |
| 434339 | 2004 MQ8               | 27 de juny de 2004     | Siding Spring        | Siding Spring Survey                |
| 434340 | 2004 PE23              | 8 d'agost de 2004      | Socorro              | LINEAR                              |
| 434341 | 2004 PU80              | 10 d'agost de 2004     | Socorro              | LINEAR                              |
| 434342 | 2004 QH17              | 25 d'agost de 2004     | Socorro              | LINEAR                              |
| 434343 | 2004 RG                | 2 de setembre de 2004  | Kleť                 | Klet                                |
| 434344 | 2004 RV10              | 8 de setembre de 2004  | Socorro              | LINEAR                              |
| 434345 | 2004 RD17              | 7 de setembre de 2004  | Kitt Peak            | Spacewatch                          |
| 434346 | 2004 RU70              | 8 de setembre de 2004  | Socorro              | LINEAR                              |
| 434347 | 2004 RV86              | 7 de setembre de 2004  | Kitt Peak            | Spacewatch                          |
| 434348 | 2004 RE102             | 8 de setembre de 2004  | Socorro              | LINEAR                              |
| 434349 | 2004 RG138             | 8 de setembre de 2004  | Palomar              | NEAT                                |
| 434350 | 2004 RD144             | 8 de setembre de 2004  | Socorro              | LINEAR                              |
| 434351 | 2004 RC147             | 9 de setembre de 2004  | Socorro              | LINEAR                              |
| 434352 | 2004 RD193             | 10 de setembre de 2004 | Socorro              | LINEAR                              |
| 434353 | 2004 RY204             | 7 de setembre de 2004  | Palomar              | NEAT                                |
| 434354 | 2004 RR214             | 11 de setembre de 2004 | Socorro              | LINEAR                              |
| 434355 | 2004 RN216             | 11 de setembre de 2004 | Socorro              | LINEAR                              |
| 434356 | 2004 RK245             | 10 de setembre de 2004 | Kitt Peak            | Spacewatch                          |
| 434357 | 2004 RC350             | 12 de setembre de 2004 | Mauna Kea            | Wiegert, P. A.                      |
| 434358 | 2004 RS356             | 7 de setembre de 2004  | Kitt Peak            | Spacewatch                          |
| 434359 | 2004 SU42              | 18 de setembre de 2004 | Socorro              | LINEAR                              |
| 434360 | 2004 SK59              | 22 de setembre de 2004 | Socorro              | LINEAR                              |
| 434361 | 2004 TL3               | 4 d'octubre de 2004    | Kitt Peak            | Spacewatch                          |
| 434362 | 2004 TG25              | 4 d'octubre de 2004    | Kitt Peak            | Spacewatch                          |
| 434363 | 2004 TL39              | 4 d'octubre de 2004    | Kitt Peak            | Spacewatch                          |
| 434364 | 2004 TD57              | 5 d'octubre de 2004    | Kitt Peak            | Spacewatch                          |
| 434365 | 2004 TG77              | 7 d'octubre de 2004    | Kitt Peak            | Spacewatch                          |
| 434366 | 2004 TJ92              | 5 d'octubre de 2004    | Kitt Peak            | Spacewatch                          |
| 434367 | 2004 TT93              | 7 de setembre de 2004  | Kitt Peak            | Spacewatch                          |
| 434368 | 2004 TK111             | 7 d'octubre de 2004    | Kitt Peak            | Spacewatch                          |
| 434369 | 2004 TE141             | 4 d'octubre de 2004    | Kitt Peak            | Spacewatch                          |
| 434370 | 2004 TA214             | 9 d'octubre de 2004    | Kitt Peak            | Spacewatch                          |
| 434371 | 2004 TY237             | 9 d'octubre de 2004    | Kitt Peak            | Spacewatch                          |
| 434372 | 2004 TO259             | 9 d'octubre de 2004    | Kitt Peak            | Spacewatch                          |
| 434373 | 2004 TU315             | 11 d'octubre de 2004   | Kitt Peak            | Spacewatch                          |
| 434374 | 2004 TW321             | 11 d'octubre de 2004   | Kitt Peak            | Spacewatch                          |
| 434375 | 2004 TM324             | 12 d'octubre de 2004   | Socorro              | LINEAR                              |
| 434376 | 2004 TN326             | 14 de setembre de 2004 | Socorro              | LINEAR                              |
| 434377 | 2004 TD342             | 13 d'octubre de 2004   | Kitt Peak            | Spacewatch                          |
| 434378 | 2004 TE351             | 10 d'octubre de 2004   | Kitt Peak            | Spacewatch                          |
| 434379 | 2004 TP369             | 10 d'octubre de 2004   | Kitt Peak            | Spacewatch                          |
| 434380 | 2004 UX5               | 20 d'octubre de 2004   | Socorro              | LINEAR                              |
| 434381 | 2004 VN19              | 15 d'octubre de 2004   | Mount Lemmon         | Mt. Lemmon Survey                   |
| 434382 | 2004 VJ37              | 4 de novembre de 2004  | Kitt Peak            | Spacewatch                          |
| 434383 | 2004 VF77              | 12 de novembre de 2004 | Catalina             | CSS                                 |
| 434384 | 2004 VE82              | 10 de novembre de 2004 | Kitt Peak            | Spacewatch                          |
| 434385 | 2004 XK83              | 20 de novembre de 2004 | Kitt Peak            | Spacewatch                          |
| 434386 | 2004 XX156             | 2 de desembre de 2004  | Kitt Peak            | Spacewatch                          |
| 434387 | 2005 AY75              | 20 de febrer de 2002   | Kitt Peak            | Spacewatch                          |
| 434388 | 2005 BH49              | 17 de gener de 2005    | Kitt Peak            | Spacewatch                          |
| 434389 | 2005 CN43              | 2 de febrer de 2005    | Catalina             | CSS                                 |
| 434390 | 2005 CH81              | 10 de febrer de 2005   | Mauna Kea            | Canada-France Ecliptic Plane Survey |
| 434391 | 2005 EY91              | 8 de març de 2005      | Anderson Mesa        | LONEOS                              |
| 434392 | 2005 EM185             | 10 de març de 2005     | Mount Lemmon         | Mt. Lemmon Survey                   |
| 434393 | 2005 EB200             | 12 de març de 2005     | Mount Lemmon         | Mt. Lemmon Survey                   |
| 434394 | 2005 EL245             | 12 de març de 2005     | Kitt Peak            | Spacewatch                          |
| 434395 | 2005 ED264             | 13 de març de 2005     | Kitt Peak            | Spacewatch                          |
| 434396 | 2005 EO278             | 9 de març de 2005      | Mount Lemmon         | Mt. Lemmon Survey                   |
| 434397 | 2005 EK312             | 10 de març de 2005     | Kitt Peak            | Buie, M. W.                         |
| 434398 | 2005 EH325             | 8 de març de 2005      | Mount Lemmon         | Mt. Lemmon Survey                   |
| 434399 | 2005 GC15              | 2 d'abril de 2005      | Mount Lemmon         | Mt. Lemmon Survey                   |
| 434400 | 2005 GF18              | 16 de març de 2005     | Kitt Peak            | Spacewatch                          |

## 434401– 434500
| Nom    | Designació provisional | Data de descobriment   | Lloc de descobriment | Descobridor/s        |
| ------ | ---------------------- | ---------------------- | -------------------- | -------------------- |
| 434401 | 2005 GM93              | 6 d'abril de 2005      | Kitt Peak            | Spacewatch           |
| 434402 | 2005 GH129             | 7 d'abril de 2005      | Kitt Peak            | Spacewatch           |
| 434403 | 2005 GG131             | 10 d'abril de 2005     | Kitt Peak            | Spacewatch           |
| 434404 | 2005 GX179             | 6 d'abril de 2005      | Catalina             | CSS                  |
| 434405 | 2005 JT27              | 3 de maig de 2005      | Catalina             | CSS                  |
| 434406 | 2005 JM34              | 4 de maig de 2005      | Kitt Peak            | Spacewatch           |
| 434407 | 2005 JF39              | 7 de maig de 2005      | Kitt Peak            | Spacewatch           |
| 434408 | 2005 JH54              | 4 de maig de 2005      | Kitt Peak            | Spacewatch           |
| 434409 | 2005 JS69              | 7 de maig de 2005      | Kitt Peak            | Spacewatch           |
| 434410 | 2005 JJ80              | 10 de maig de 2005     | Catalina             | CSS                  |
| 434411 | 2005 JK103             | 9 de maig de 2005      | Kitt Peak            | Spacewatch           |
| 434412 | 2005 JT132             | 14 de maig de 2005     | Kitt Peak            | Spacewatch           |
| 434413 | 2005 JB148             | 15 de maig de 2005     | Palomar              | NEAT                 |
| 434414 | 2005 JT161             | 11 d'abril de 2005     | Mount Lemmon         | Mt. Lemmon Survey    |
| 434415 | 2005 JM170             | 10 de maig de 2005     | Cerro Tololo         | Buie, M. W.          |
| 434416 | 2005 LS6               | 1 de juny de 2005      | Kitt Peak            | Spacewatch           |
| 434417 | 2005 LJ14              | 15 de maig de 2005     | Mount Lemmon         | Mt. Lemmon Survey    |
| 434418 | 2005 LE52              | 15 de juny de 2005     | Mount Lemmon         | Mt. Lemmon Survey    |
| 434419 | 2005 MH4               | 16 de juny de 2005     | Mount Lemmon         | Mt. Lemmon Survey    |
| 434420 | 2005 MC13              | 29 de juny de 2005     | Palomar              | NEAT                 |
| 434421 | 2005 MO18              | 28 de juny de 2005     | Palomar              | NEAT                 |
| 434422 | 2005 MG25              | 27 de juny de 2005     | Kitt Peak            | Spacewatch           |
| 434423 | 2005 MM25              | 27 de juny de 2005     | Kitt Peak            | Spacewatch           |
| 434424 | 2005 MZ26              | 29 de juny de 2005     | Kitt Peak            | Spacewatch           |
| 434425 | 2005 ML29              | 29 de juny de 2005     | Kitt Peak            | Spacewatch           |
| 434426 | 2005 MA39              | 30 de juny de 2005     | Kitt Peak            | Spacewatch           |
| 434427 | 2005 MC45              | 15 de juny de 2005     | Kitt Peak            | Spacewatch           |
| 434428 | 2005 NQ3               | 1 de juliol de 2005    | Kitt Peak            | Spacewatch           |
| 434429 | 2005 NF4               | 2 de juliol de 2005    | Kitt Peak            | Spacewatch           |
| 434430 | 2005 NQ6               | 4 de juliol de 2005    | Mount Lemmon         | Mt. Lemmon Survey    |
| 434431 | 2005 NC7               | 5 de juliol de 2005    | Kitt Peak            | Spacewatch           |
| 434432 | 2005 NG7               | 4 de juliol de 2005    | Kitt Peak            | Spacewatch           |
| 434433 | 2005 NO8               | 1 de juliol de 2005    | Kitt Peak            | Spacewatch           |
| 434434 | 2005 NK15              | 2 de juliol de 2005    | Kitt Peak            | Spacewatch           |
| 434435 | 2005 NF17              | 3 de juliol de 2005    | Mount Lemmon         | Mt. Lemmon Survey    |
| 434436 | 2005 NX23              | 4 de juliol de 2005    | Kitt Peak            | Spacewatch           |
| 434437 | 2005 NV33              | 5 de juliol de 2005    | Kitt Peak            | Spacewatch           |
| 434438 | 2005 NJ35              | 5 de juliol de 2005    | Kitt Peak            | Spacewatch           |
| 434439 | 2005 NX37              | 6 de juliol de 2005    | Kitt Peak            | Spacewatch           |
| 434440 | 2005 NB39              | 18 de juny de 2005     | Mount Lemmon         | Mt. Lemmon Survey    |
| 434441 | 2005 NS47              | 7 de juliol de 2005    | Kitt Peak            | Spacewatch           |
| 434442 | 2005 NE49              | 10 de juliol de 2005   | Siding Spring        | Siding Spring Survey |
| 434443 | 2005 NQ69              | 13 de juny de 2005     | Mount Lemmon         | Mt. Lemmon Survey    |
| 434444 | 2005 NM71              | 5 de juliol de 2005    | Mount Lemmon         | Mt. Lemmon Survey    |
| 434445 | 2005 NN77              | 11 de juliol de 2005   | Kitt Peak            | Spacewatch           |
| 434446 | 2005 NC84              | 1 de juliol de 2005    | Kitt Peak            | Spacewatch           |
| 434447 | 2005 NA123             | 5 de juliol de 2005    | Kitt Peak            | Spacewatch           |
| 434448 | 2005 ON24              | 30 de juliol de 2005   | Campo Imperatore     | CINEOS               |
| 434449 | 2005 OD29              | 30 de juliol de 2005   | Palomar              | NEAT                 |
| 434450 | 2005 OM31              | 27 de juliol de 2005   | Palomar              | NEAT                 |
| 434451 | 2005 PV6               | 4 d'agost de 2005      | Palomar              | NEAT                 |
| 434452 | 2005 PQ8               | 4 d'agost de 2005      | Palomar              | NEAT                 |
| 434453 | 2005 PE17              | 9 d'agost de 2005      | Saint-Sulpice        | Christophe, B.       |
| 434454 | 2005 QU                | 22 d'agost de 2005     | Palomar              | NEAT                 |
| 434455 | 2005 QY4               | 22 d'agost de 2005     | Palomar              | NEAT                 |
| 434456 | 2005 QW13              | 24 d'agost de 2005     | Palomar              | NEAT                 |
| 434457 | 2005 QQ17              | 25 d'agost de 2005     | Palomar              | NEAT                 |
| 434458 | 2005 QP25              | 27 d'agost de 2005     | Kitt Peak            | Spacewatch           |
| 434459 | 2005 QC26              | 27 d'agost de 2005     | Kitt Peak            | Spacewatch           |
| 434460 | 2005 QT33              | 25 d'agost de 2005     | Palomar              | NEAT                 |
| 434461 | 2005 QF34              | 25 d'agost de 2005     | Palomar              | NEAT                 |
| 434462 | 2005 QN40              | 26 d'agost de 2005     | Palomar              | NEAT                 |
| 434463 | 2005 QO40              | 26 d'agost de 2005     | Palomar              | NEAT                 |
| 434464 | 2005 QR45              | 26 d'agost de 2005     | Palomar              | NEAT                 |
| 434465 | 2005 QW55              | 28 d'agost de 2005     | Kitt Peak            | Spacewatch           |
| 434466 | 2005 QO57              | 24 d'agost de 2005     | Palomar              | NEAT                 |
| 434467 | 2005 QO67              | 28 d'agost de 2005     | Kitt Peak            | Spacewatch           |
| 434468 | 2005 QV77              | 25 d'agost de 2005     | Palomar              | NEAT                 |
| 434469 | 2005 QY77              | 25 d'agost de 2005     | Palomar              | NEAT                 |
| 434470 | 2005 QF92              | 26 d'agost de 2005     | Anderson Mesa        | LONEOS               |
| 434471 | 2005 QW92              | 9 de juliol de 2005    | Catalina             | CSS                  |
| 434472 | 2005 QA100             | 27 d'agost de 2005     | Palomar              | NEAT                 |
| 434473 | 2005 QQ104             | 27 d'agost de 2005     | Palomar              | NEAT                 |
| 434474 | 2005 QD117             | 28 d'agost de 2005     | Kitt Peak            | Spacewatch           |
| 434475 | 2005 QP117             | 28 d'agost de 2005     | Kitt Peak            | Spacewatch           |
| 434476 | 2005 QP136             | 28 d'agost de 2005     | Kitt Peak            | Spacewatch           |
| 434477 | 2005 QX145             | 27 d'agost de 2005     | Palomar              | NEAT                 |
| 434478 | 2005 QF159             | 27 d'agost de 2005     | Palomar              | NEAT                 |
| 434479 | 2005 QG166             | 27 d'agost de 2005     | Palomar              | NEAT                 |
| 434480 | 2005 QO175             | 31 d'agost de 2005     | Kitt Peak            | Spacewatch           |
| 434481 | 2005 QL181             | 30 d'agost de 2005     | Kitt Peak            | Spacewatch           |
| 434482 | 2005 RT1               | 1 de setembre de 2005  | Palomar              | NEAT                 |
| 434483 | 2005 RS6               | 3 de setembre de 2005  | Palomar              | NEAT                 |
| 434484 | 2005 RA11              | 10 de setembre de 2005 | Anderson Mesa        | LONEOS               |
| 434485 | 2005 RK19              | 1 de setembre de 2005  | Kitt Peak            | Spacewatch           |
| 434486 | 2005 RA32              | 5 d'agost de 2005      | Siding Spring        | Siding Spring Survey |
| 434487 | 2005 RK38              | 3 de setembre de 2005  | Mauna Kea            | Veillet, C.          |
| 434488 | 2005 SX14              | 26 de setembre de 2005 | Kitt Peak            | Spacewatch           |
| 434489 | 2005 SW16              | 26 de setembre de 2005 | Kitt Peak            | Spacewatch           |
| 434490 | 2005 SP23              | 14 de setembre de 2005 | Kitt Peak            | Spacewatch           |
| 434491 | 2005 SZ25              | 29 de setembre de 2005 | Wrightwood           | Young, J. W.         |
| 434492 | 2005 SD29              | 23 de setembre de 2005 | Kitt Peak            | Spacewatch           |
| 434493 | 2005 SO34              | 23 de setembre de 2005 | Kitt Peak            | Spacewatch           |
| 434494 | 2005 ST35              | 23 de setembre de 2005 | Kitt Peak            | Spacewatch           |
| 434495 | 2005 SV35              | 23 de setembre de 2005 | Kitt Peak            | Spacewatch           |
| 434496 | 2005 SU40              | 13 de setembre de 2005 | Socorro              | LINEAR               |
| 434497 | 2005 ST45              | 24 de setembre de 2005 | Kitt Peak            | Spacewatch           |
| 434498 | 2005 SE56              | 25 de setembre de 2005 | Kitt Peak            | Spacewatch           |
| 434499 | 2005 SZ68              | 27 de setembre de 2005 | Kitt Peak            | Spacewatch           |
| 434500 | 2005 SB71              | 30 de setembre de 2005 | Catalina             | CSS                  |

## 434501– 434600
| Nom    | Designació provisional | Data de descobriment   | Lloc de descobriment | Descobridor/s     |
| ------ | ---------------------- | ---------------------- | -------------------- | ----------------- |
| 434501 | 2005 SG75              | 24 de setembre de 2005 | Kitt Peak            | Spacewatch        |
| 434502 | 2005 SR77              | 24 de setembre de 2005 | Kitt Peak            | Spacewatch        |
| 434503 | 2005 SF78              | 24 de setembre de 2005 | Kitt Peak            | Spacewatch        |
| 434504 | 2005 SX82              | 24 de setembre de 2005 | Kitt Peak            | Spacewatch        |
| 434505 | 2005 SM84              | 24 de setembre de 2005 | Kitt Peak            | Spacewatch        |
| 434506 | 2005 SL87              | 24 de setembre de 2005 | Kitt Peak            | Spacewatch        |
| 434507 | 2005 SF93              | 24 de setembre de 2005 | Kitt Peak            | Spacewatch        |
| 434508 | 2005 SS102             | 25 de setembre de 2005 | Kitt Peak            | Spacewatch        |
| 434509 | 2005 SK116             | 27 de setembre de 2005 | Kitt Peak            | Spacewatch        |
| 434510 | 2005 SQ120             | 29 de setembre de 2005 | Kitt Peak            | Spacewatch        |
| 434511 | 2005 SW126             | 29 de setembre de 2005 | Mount Lemmon         | Mt. Lemmon Survey |
| 434512 | 2005 SM132             | 29 de setembre de 2005 | Kitt Peak            | Spacewatch        |
| 434513 | 2005 SX134             | 30 d'agost de 2005     | Kitt Peak            | Spacewatch        |
| 434514 | 2005 SM151             | 25 de setembre de 2005 | Kitt Peak            | Spacewatch        |
| 434515 | 2005 SY152             | 25 de setembre de 2005 | Kitt Peak            | Spacewatch        |
| 434516 | 2005 SA154             | 26 de setembre de 2005 | Kitt Peak            | Spacewatch        |
| 434517 | 2005 SM163             | 23 de setembre de 2005 | Kitt Peak            | Spacewatch        |
| 434518 | 2005 SD164             | 31 d'agost de 2005     | Anderson Mesa        | LONEOS            |
| 434519 | 2005 SF167             | 13 de setembre de 2005 | Catalina             | CSS               |
| 434520 | 2005 SJ174             | 29 de setembre de 2005 | Kitt Peak            | Spacewatch        |
| 434521 | 2005 SY199             | 1 de setembre de 2005  | Anderson Mesa        | LONEOS            |
| 434522 | 2005 SM200             | 30 de setembre de 2005 | Kitt Peak            | Spacewatch        |
| 434523 | 2005 SU212             | 30 de setembre de 2005 | Mount Lemmon         | Mt. Lemmon Survey |
| 434524 | 2005 SZ215             | 30 de setembre de 2005 | Anderson Mesa        | LONEOS            |
| 434525 | 2005 SJ219             | 30 de setembre de 2005 | Palomar              | NEAT              |
| 434526 | 2005 SZ219             | 29 de setembre de 2005 | Catalina             | CSS               |
| 434527 | 2005 SB235             | 23 de setembre de 2005 | Kitt Peak            | Spacewatch        |
| 434528 | 2005 SK246             | 30 de setembre de 2005 | Kitt Peak            | Spacewatch        |
| 434529 | 2005 SA250             | 23 de setembre de 2005 | Catalina             | CSS               |
| 434530 | 2005 SM250             | 29 d'agost de 2005     | Kitt Peak            | Spacewatch        |
| 434531 | 2005 SA252             | 27 d'agost de 2005     | Anderson Mesa        | LONEOS            |
| 434532 | 2005 SB255             | 26 d'agost de 2005     | Anderson Mesa        | LONEOS            |
| 434533 | 2005 SH264             | 24 de setembre de 2005 | Palomar              | NEAT              |
| 434534 | 2005 SS268             | 24 de setembre de 2005 | Palomar              | NEAT              |
| 434535 | 2005 SV268             | 25 de setembre de 2005 | Catalina             | CSS               |
| 434536 | 2005 SJ270             | 29 de setembre de 2005 | Kitt Peak            | Spacewatch        |
| 434537 | 2005 ST280             | 29 de setembre de 2005 | Catalina             | CSS               |
| 434538 | 2005 SG291             | 26 de setembre de 2005 | Catalina             | CSS               |
| 434539 | 2005 TM2               | 1 d'octubre de 2005    | Mount Lemmon         | Mt. Lemmon Survey |
| 434540 | 2005 TB7               | 1 d'octubre de 2005    | Catalina             | CSS               |
| 434541 | 2005 TA9               | 1 d'octubre de 2005    | Kitt Peak            | Spacewatch        |
| 434542 | 2005 TG18              | 1 d'octubre de 2005    | Socorro              | LINEAR            |
| 434543 | 2005 TM19              | 1 d'octubre de 2005    | Kitt Peak            | Spacewatch        |
| 434544 | 2005 TF22              | 1 d'octubre de 2005    | Mount Lemmon         | Mt. Lemmon Survey |
| 434545 | 2005 TH59              | 1 d'octubre de 2005    | Mount Lemmon         | Mt. Lemmon Survey |
| 434546 | 2005 TF63              | 4 d'octubre de 2005    | Mount Lemmon         | Mt. Lemmon Survey |
| 434547 | 2005 TL65              | 1 d'octubre de 2005    | Kitt Peak            | Spacewatch        |
| 434548 | 2005 TA85              | 24 de setembre de 2005 | Kitt Peak            | Spacewatch        |
| 434549 | 2005 TS89              | 5 d'octubre de 2005    | Mount Lemmon         | Mt. Lemmon Survey |
| 434550 | 2005 TY94              | 25 de setembre de 2005 | Kitt Peak            | Spacewatch        |
| 434551 | 2005 TC97              | 6 d'octubre de 2005    | Mount Lemmon         | Mt. Lemmon Survey |
| 434552 | 2005 TU98              | 7 d'octubre de 2005    | Socorro              | LINEAR            |
| 434553 | 2005 TC100             | 7 d'octubre de 2005    | Mount Lemmon         | Mt. Lemmon Survey |
| 434554 | 2005 TH116             | 7 d'octubre de 2005    | Kitt Peak            | Spacewatch        |
| 434555 | 2005 TK116             | 7 d'octubre de 2005    | Kitt Peak            | Spacewatch        |
| 434556 | 2005 TV120             | 29 de setembre de 2005 | Mount Lemmon         | Mt. Lemmon Survey |
| 434557 | 2005 TV124             | 7 d'octubre de 2005    | Kitt Peak            | Spacewatch        |
| 434558 | 2005 TV130             | 29 de setembre de 2005 | Mount Lemmon         | Mt. Lemmon Survey |
| 434559 | 2005 TR139             | 8 d'octubre de 2005    | Kitt Peak            | Spacewatch        |
| 434560 | 2005 TH144             | 29 de setembre de 2005 | Kitt Peak            | Spacewatch        |
| 434561 | 2005 TH147             | 29 de setembre de 2005 | Kitt Peak            | Spacewatch        |
| 434562 | 2005 TL154             | 9 d'octubre de 2005    | Kitt Peak            | Spacewatch        |
| 434563 | 2005 TN154             | 9 d'octubre de 2005    | Kitt Peak            | Spacewatch        |
| 434564 | 2005 TJ157             | 9 d'octubre de 2005    | Kitt Peak            | Spacewatch        |
| 434565 | 2005 TZ177             | 1 d'octubre de 2005    | Catalina             | CSS               |
| 434566 | 2005 TU188             | 12 d'octubre de 2005   | Kitt Peak            | Spacewatch        |
| 434567 | 2005 TZ191             | 5 d'octubre de 2005    | Catalina             | CSS               |
| 434568 | 2005 TC195             | 1 d'octubre de 2005    | Kitt Peak            | Spacewatch        |
| 434569 | 2005 UU2               | 22 d'octubre de 2005   | Palomar              | NEAT              |
| 434570 | 2005 UC5               | 27 d'octubre de 2005   | Kitt Peak            | Spacewatch        |
| 434571 | 2005 UM19              | 22 d'octubre de 2005   | Catalina             | CSS               |
| 434572 | 2005 UF20              | 22 d'octubre de 2005   | Catalina             | CSS               |
| 434573 | 2005 UK33              | 7 d'octubre de 2005    | Catalina             | CSS               |
| 434574 | 2005 UE36              | 24 d'octubre de 2005   | Kitt Peak            | Spacewatch        |
| 434575 | 2005 UW36              | 24 d'octubre de 2005   | Kitt Peak            | Spacewatch        |
| 434576 | 2005 UX49              | 23 d'octubre de 2005   | Catalina             | CSS               |
| 434577 | 2005 UB62              | 25 d'octubre de 2005   | Mount Lemmon         | Mt. Lemmon Survey |
| 434578 | 2005 UR75              | 24 d'octubre de 2005   | Palomar              | NEAT              |
| 434579 | 2005 UM84              | 22 d'octubre de 2005   | Kitt Peak            | Spacewatch        |
| 434580 | 2005 UT93              | 22 d'octubre de 2005   | Kitt Peak            | Spacewatch        |
| 434581 | 2005 UO106             | 22 d'octubre de 2005   | Kitt Peak            | Spacewatch        |
| 434582 | 2005 UW120             | 24 d'octubre de 2005   | Kitt Peak            | Spacewatch        |
| 434583 | 2005 UQ130             | 24 d'octubre de 2005   | Kitt Peak            | Spacewatch        |
| 434584 | 2005 UH146             | 26 d'octubre de 2005   | Kitt Peak            | Spacewatch        |
| 434585 | 2005 UE159             | 26 d'octubre de 2005   | Kitt Peak            | Spacewatch        |
| 434586 | 2005 UA163             | 23 d'octubre de 2005   | Kitt Peak            | Spacewatch        |
| 434587 | 2005 UL174             | 24 d'octubre de 2005   | Kitt Peak            | Spacewatch        |
| 434588 | 2005 UK183             | 25 d'octubre de 2005   | Kitt Peak            | Spacewatch        |
| 434589 | 2005 UG199             | 26 de setembre de 2005 | Kitt Peak            | Spacewatch        |
| 434590 | 2005 UO215             | 22 d'octubre de 2005   | Palomar              | NEAT              |
| 434591 | 2005 UH221             | 25 d'octubre de 2005   | Kitt Peak            | Spacewatch        |
| 434592 | 2005 UU222             | 25 d'octubre de 2005   | Kitt Peak            | Spacewatch        |
| 434593 | 2005 UL224             | 25 d'octubre de 2005   | Kitt Peak            | Spacewatch        |
| 434594 | 2005 UT225             | 25 d'octubre de 2005   | Kitt Peak            | Spacewatch        |
| 434595 | 2005 UJ228             | 25 d'octubre de 2005   | Kitt Peak            | Spacewatch        |
| 434596 | 2005 UN242             | 25 d'octubre de 2005   | Kitt Peak            | Spacewatch        |
| 434597 | 2005 UR249             | 28 d'octubre de 2005   | Mount Lemmon         | Mt. Lemmon Survey |
| 434598 | 2005 US272             | 28 d'octubre de 2005   | Kitt Peak            | Spacewatch        |
| 434599 | 2005 UG277             | 24 d'octubre de 2005   | Kitt Peak            | Spacewatch        |
| 434600 | 2005 UX282             | 26 d'octubre de 2005   | Kitt Peak            | Spacewatch        |

## 434601– 434700
| Nom    | Designació provisional | Data de descobriment   | Lloc de descobriment | Descobridor/s     |
| ------ | ---------------------- | ---------------------- | -------------------- | ----------------- |
| 434601 | 2005 UL285             | 26 d'octubre de 2005   | Kitt Peak            | Spacewatch        |
| 434602 | 2005 UT293             | 26 d'octubre de 2005   | Kitt Peak            | Spacewatch        |
| 434603 | 2005 UR305             | 27 d'octubre de 2005   | Mount Lemmon         | Mt. Lemmon Survey |
| 434604 | 2005 UM313             | 27 d'octubre de 2005   | Catalina             | CSS               |
| 434605 | 2005 UH314             | 23 de setembre de 2005 | Kitt Peak            | Spacewatch        |
| 434606 | 2005 UK328             | 23 de setembre de 2005 | Kitt Peak            | Spacewatch        |
| 434607 | 2005 UU362             | 24 de setembre de 2005 | Kitt Peak            | Spacewatch        |
| 434608 | 2005 UJ363             | 27 d'octubre de 2005   | Kitt Peak            | Spacewatch        |
| 434609 | 2005 UV363             | 27 d'octubre de 2005   | Kitt Peak            | Spacewatch        |
| 434610 | 2005 UL383             | 22 d'octubre de 2005   | Kitt Peak            | Spacewatch        |
| 434611 | 2005 UU391             | 30 d'octubre de 2005   | Kitt Peak            | Spacewatch        |
| 434612 | 2005 UF398             | 8 d'octubre de 2005    | Catalina             | CSS               |
| 434613 | 2005 UW399             | 25 d'octubre de 2005   | Mount Lemmon         | Mt. Lemmon Survey |
| 434614 | 2005 UV416             | 25 d'octubre de 2005   | Kitt Peak            | Spacewatch        |
| 434615 | 2005 UC462             | 30 d'octubre de 2005   | Kitt Peak            | Spacewatch        |
| 434616 | 2005 UM472             | 30 d'octubre de 2005   | Kitt Peak            | Spacewatch        |
| 434617 | 2005 UG484             | 22 d'octubre de 2005   | Catalina             | CSS               |
| 434618 | 2005 UB519             | 26 d'octubre de 2005   | Apache Point         | Becker, A. C.     |
| 434619 | 2005 UT528             | 27 d'octubre de 2005   | Anderson Mesa        | LONEOS            |
| 434620 | 2005 VD                | 1 de novembre de 2005  | Mount Lemmon         | Mt. Lemmon Survey |
| 434621 | 2005 VB5               | 4 de novembre de 2005  | Piszkéstető          | Sárneczky, K.     |
| 434622 | 2005 VM5               | 8 de novembre de 2005  | Socorro              | LINEAR            |
| 434623 | 2005 VU13              | 3 de novembre de 2005  | Catalina             | CSS               |
| 434624 | 2005 VA18              | 24 d'octubre de 2005   | Kitt Peak            | Spacewatch        |
| 434625 | 2005 VA31              | 25 d'octubre de 2005   | Mount Lemmon         | Mt. Lemmon Survey |
| 434626 | 2005 VT31              | 4 de novembre de 2005  | Kitt Peak            | Spacewatch        |
| 434627 | 2005 VF33              | 1 de novembre de 2005  | Socorro              | LINEAR            |
| 434628 | 2005 VF68              | 1 de novembre de 2005  | Mount Lemmon         | Mt. Lemmon Survey |
| 434629 | 2005 VX107             | 5 de novembre de 2005  | Kitt Peak            | Spacewatch        |
| 434630 | 2005 VE111             | 29 d'octubre de 2005   | Kitt Peak            | Spacewatch        |
| 434631 | 2005 VB114             | 10 de novembre de 2005 | Mount Lemmon         | Mt. Lemmon Survey |
| 434632 | 2005 WE                | 20 de novembre de 2005 | Socorro              | LINEAR            |
| 434633 | 2005 WB1               | 21 de novembre de 2005 | Kitt Peak            | Spacewatch        |
| 434634 | 2005 WE54              | 25 de novembre de 2005 | Mount Lemmon         | Mt. Lemmon Survey |
| 434635 | 2005 WJ54              | 21 de novembre de 2005 | Catalina             | CSS               |
| 434636 | 2005 WA57              | 29 de novembre de 2005 | Junk Bond            | Healy, D.         |
| 434637 | 2005 WU70              | 26 de novembre de 2005 | Mount Lemmon         | Mt. Lemmon Survey |
| 434638 | 2005 WB79              | 25 de novembre de 2005 | Kitt Peak            | Spacewatch        |
| 434639 | 2005 WO100             | 30 de setembre de 2005 | Mount Lemmon         | Mt. Lemmon Survey |
| 434640 | 2005 WE144             | 30 de novembre de 2005 | Palomar              | NEAT              |
| 434641 | 2005 WG151             | 28 de novembre de 2005 | Kitt Peak            | Spacewatch        |
| 434642 | 2005 WJ186             | 29 de novembre de 2005 | Mount Lemmon         | Mt. Lemmon Survey |
| 434643 | 2005 XC3               | 1 de desembre de 2005  | Socorro              | LINEAR            |
| 434644 | 2005 XZ17              | 1 de desembre de 2005  | Kitt Peak            | Spacewatch        |
| 434645 | 2005 XZ40              | 5 de desembre de 2005  | Kitt Peak            | Spacewatch        |
| 434646 | 2005 XM61              | 26 de novembre de 2005 | Kitt Peak            | Spacewatch        |
| 434647 | 2005 XW97              | 1 de desembre de 2005  | Kitt Peak            | Buie, M. W.       |
| 434648 | 2005 YL7               | 22 de desembre de 2005 | Kitt Peak            | Spacewatch        |
| 434649 | 2005 YE14              | 22 de desembre de 2005 | Kitt Peak            | Spacewatch        |
| 434650 | 2005 YA27              | 22 de desembre de 2005 | Kitt Peak            | Spacewatch        |
| 434651 | 2005 YJ27              | 22 de desembre de 2005 | Kitt Peak            | Spacewatch        |
| 434652 | 2005 YO30              | 22 de desembre de 2005 | Catalina             | CSS               |
| 434653 | 2005 YZ57              | 24 de desembre de 2005 | Kitt Peak            | Spacewatch        |
| 434654 | 2005 YM65              | 25 de desembre de 2005 | Kitt Peak            | Spacewatch        |
| 434655 | 2005 YT66              | 25 de desembre de 2005 | Mount Lemmon         | Mt. Lemmon Survey |
| 434656 | 2005 YR90              | 26 de desembre de 2005 | Mount Lemmon         | Mt. Lemmon Survey |
| 434657 | 2005 YU91              | 26 de desembre de 2005 | Kitt Peak            | Spacewatch        |
| 434658 | 2005 YF98              | 25 de desembre de 2005 | Kitt Peak            | Spacewatch        |
| 434659 | 2005 YB108             | 25 de desembre de 2005 | Kitt Peak            | Spacewatch        |
| 434660 | 2005 YU115             | 25 de desembre de 2005 | Kitt Peak            | Spacewatch        |
| 434661 | 2005 YW115             | 25 de desembre de 2005 | Kitt Peak            | Spacewatch        |
| 434662 | 2005 YO118             | 25 de desembre de 2005 | Kitt Peak            | Spacewatch        |
| 434663 | 2005 YJ125             | 26 de desembre de 2005 | Kitt Peak            | Spacewatch        |
| 434664 | 2005 YM125             | 1 de desembre de 2005  | Mount Lemmon         | Mt. Lemmon Survey |
| 434665 | 2005 YC134             | 26 de desembre de 2005 | Kitt Peak            | Spacewatch        |
| 434666 | 2005 YN173             | 24 de desembre de 2005 | Socorro              | LINEAR            |
| 434667 | 2005 YU248             | 10 de desembre de 2005 | Kitt Peak            | Spacewatch        |
| 434668 | 2005 YL275             | 30 de desembre de 2005 | Catalina             | CSS               |
| 434669 | 2005 YG291             | 28 de desembre de 2005 | Mount Lemmon         | Mt. Lemmon Survey |
| 434670 | 2006 AN1               | 2 de gener de 2006     | Socorro              | LINEAR            |
| 434671 | 2006 AP8               | 2 de gener de 2006     | Socorro              | LINEAR            |
| 434672 | 2006 AD37              | 4 de gener de 2006     | Kitt Peak            | Spacewatch        |
| 434673 | 2006 AD46              | 5 de gener de 2006     | Kitt Peak            | Spacewatch        |
| 434674 | 2006 AR52              | 28 de desembre de 2005 | Kitt Peak            | Spacewatch        |
| 434675 | 2006 AP75              | 4 de gener de 2006     | Kitt Peak            | Spacewatch        |
| 434676 | 2006 AV90              | 6 de gener de 2006     | Kitt Peak            | Spacewatch        |
| 434677 | 2006 BZ7               | 23 de gener de 2006    | Catalina             | CSS               |
| 434678 | 2006 BE8               | 22 de gener de 2006    | Nogales              | Merlin, J.-C.     |
| 434679 | 2006 BF20              | 22 de gener de 2006    | Mount Lemmon         | Mt. Lemmon Survey |
| 434680 | 2006 BR20              | 22 de gener de 2006    | Mount Lemmon         | Mt. Lemmon Survey |
| 434681 | 2006 BO21              | 22 de gener de 2006    | Mount Lemmon         | Mt. Lemmon Survey |
| 434682 | 2006 BN22              | 22 de gener de 2006    | Mount Lemmon         | Mt. Lemmon Survey |
| 434683 | 2006 BY25              | 20 de gener de 2006    | Catalina             | CSS               |
| 434684 | 2006 BQ29              | 23 de gener de 2006    | Nyukasa              | Nyukasa           |
| 434685 | 2006 BP39              | 19 de gener de 2006    | Catalina             | CSS               |
| 434686 | 2006 BE40              | 20 de gener de 2006    | Kitt Peak            | Spacewatch        |
| 434687 | 2006 BY53              | 25 de gener de 2006    | Kitt Peak            | Spacewatch        |
| 434688 | 2006 BH54              | 25 de gener de 2006    | Kitt Peak            | Spacewatch        |
| 434689 | 2006 BC70              | 23 de gener de 2006    | Kitt Peak            | Spacewatch        |
| 434690 | 2006 BA71              | 23 de gener de 2006    | Kitt Peak            | Spacewatch        |
| 434691 | 2006 BK90              | 25 de gener de 2006    | Kitt Peak            | Spacewatch        |
| 434692 | 2006 BR97              | 5 de gener de 2006     | Catalina             | CSS               |
| 434693 | 2006 BT116             | 26 de gener de 2006    | Kitt Peak            | Spacewatch        |
| 434694 | 2006 BR136             | 25 de gener de 2006    | Kitt Peak            | Spacewatch        |
| 434695 | 2006 BN190             | 28 de gener de 2006    | Kitt Peak            | Spacewatch        |
| 434696 | 2006 BY196             | 9 de gener de 2006     | Mount Lemmon         | Mt. Lemmon Survey |
| 434697 | 2006 BS207             | 31 de gener de 2006    | Goodricke-Pigott     | Tucker, R. A.     |
| 434698 | 2006 BS211             | 31 de gener de 2006    | Kitt Peak            | Spacewatch        |
| 434699 | 2006 BT243             | 31 de gener de 2006    | Kitt Peak            | Spacewatch        |
| 434700 | 2006 BR258             | 31 de gener de 2006    | Mount Lemmon         | Mt. Lemmon Survey |

## 434701– 434800
| Nom    | Designació provisional | Data de descobriment   | Lloc de descobriment | Descobridor/s                 |
| ------ | ---------------------- | ---------------------- | -------------------- | ----------------------------- |
| 434701 | 2006 BD268             | 26 de gener de 2006    | Catalina             | CSS                           |
| 434702 | 2006 BN280             | 30 de gener de 2006    | Kitt Peak            | Spacewatch                    |
| 434703 | 2006 BG283             | 26 de gener de 2006    | Catalina             | CSS                           |
| 434704 | 2006 CD28              | 2 de febrer de 2006    | Kitt Peak            | Spacewatch                    |
| 434705 | 2006 CU34              | 2 de febrer de 2006    | Mount Lemmon         | Mt. Lemmon Survey             |
| 434706 | 2006 CG41              | 2 de febrer de 2006    | Kitt Peak            | Spacewatch                    |
| 434707 | 2006 CH49              | 29 de novembre de 2005 | Mount Lemmon         | Mt. Lemmon Survey             |
| 434708 | 2006 CQ52              | 8 de gener de 2006     | Mount Lemmon         | Mt. Lemmon Survey             |
| 434709 | 2006 CJ69              | 3 de febrer de 2006    | Mauna Kea            | Wiegert, P. A., Papadimos, A. |
| 434710 | 2006 DT10              | 4 de febrer de 2006    | Socorro              | LINEAR                        |
| 434711 | 2006 DO12              | 3 de febrer de 2006    | Mount Lemmon         | Mt. Lemmon Survey             |
| 434712 | 2006 DN17              | 20 de febrer de 2006   | Kitt Peak            | Spacewatch                    |
| 434713 | 2006 DS24              | 1 de febrer de 2006    | Mount Lemmon         | Mt. Lemmon Survey             |
| 434714 | 2006 DD25              | 20 de febrer de 2006   | Kitt Peak            | Spacewatch                    |
| 434715 | 2006 DE36              | 20 de febrer de 2006   | Mount Lemmon         | Mt. Lemmon Survey             |
| 434716 | 2006 DA58              | 24 de febrer de 2006   | Mount Lemmon         | Mt. Lemmon Survey             |
| 434717 | 2006 DT58              | 24 de febrer de 2006   | Kitt Peak            | Spacewatch                    |
| 434718 | 2006 DS61              | 24 de febrer de 2006   | Mount Lemmon         | Mt. Lemmon Survey             |
| 434719 | 2006 DZ61              | 24 de febrer de 2006   | Socorro              | LINEAR                        |
| 434720 | 2006 DN85              | 30 de gener de 2006    | Kitt Peak            | Spacewatch                    |
| 434721 | 2006 DU137             | 25 de febrer de 2006   | Kitt Peak            | Spacewatch                    |
| 434722 | 2006 DB145             | 25 de febrer de 2006   | Mount Lemmon         | Mt. Lemmon Survey             |
| 434723 | 2006 DZ165             | 27 de febrer de 2006   | Kitt Peak            | Spacewatch                    |
| 434724 | 2006 DK179             | 10 de gener de 2006    | Mount Lemmon         | Mt. Lemmon Survey             |
| 434725 | 2006 DO182             | 27 de febrer de 2006   | Mount Lemmon         | Mt. Lemmon Survey             |
| 434726 | 2006 DX186             | 27 de febrer de 2006   | Kitt Peak            | Spacewatch                    |
| 434727 | 2006 DA190             | 27 de febrer de 2006   | Kitt Peak            | Spacewatch                    |
| 434728 | 2006 DP201             | 28 de febrer de 2006   | Socorro              | LINEAR                        |
| 434729 | 2006 ED13              | 2 de març de 2006      | Kitt Peak            | Spacewatch                    |
| 434730 | 2006 EA34              | 3 de març de 2006      | Kitt Peak            | Spacewatch                    |
| 434731 | 2006 EX36              | 3 de març de 2006      | Mount Lemmon         | Mt. Lemmon Survey             |
| 434732 | 2006 EP48              | 25 de febrer de 2006   | Kitt Peak            | Spacewatch                    |
| 434733 | 2006 EP73              | 3 de març de 2006      | Kitt Peak            | Spacewatch                    |
| 434734 | 2006 FX                | 24 de març de 2006     | Catalina             | CSS                           |
| 434735 | 2006 FT11              | 23 de març de 2006     | Kitt Peak            | Spacewatch                    |
| 434736 | 2006 FP16              | 23 de març de 2006     | Mount Lemmon         | Mt. Lemmon Survey             |
| 434737 | 2006 FK21              | 24 de març de 2006     | Mount Lemmon         | Mt. Lemmon Survey             |
| 434738 | 2006 FZ33              | 25 de març de 2006     | Kitt Peak            | Spacewatch                    |
| 434739 | 2006 FW37              | 3 de març de 2006      | Kitt Peak            | Spacewatch                    |
| 434740 | 2006 GZ                | 2 d'abril de 2006      | Kitt Peak            | Spacewatch                    |
| 434741 | 2006 GQ23              | 2 d'abril de 2006      | Kitt Peak            | Spacewatch                    |
| 434742 | 2006 GB42              | 8 d'abril de 2006      | Catalina             | CSS                           |
| 434743 | 2006 GV43              | 4 de març de 2006      | Kitt Peak            | Spacewatch                    |
| 434744 | 2006 GW52              | 8 d'abril de 2006      | Catalina             | CSS                           |
| 434745 | 2006 GF54              | 8 d'abril de 2006      | Kitt Peak            | Spacewatch                    |
| 434746 | 2006 GN54              | 2 d'abril de 2006      | Kitt Peak            | Spacewatch                    |
| 434747 | 2006 GG55              | 2 d'abril de 2006      | Kitt Peak            | Spacewatch                    |
| 434748 | 2006 HU11              | 19 d'abril de 2006     | Kitt Peak            | Spacewatch                    |
| 434749 | 2006 HQ22              | 20 d'abril de 2006     | Kitt Peak            | Spacewatch                    |
| 434750 | 2006 HD42              | 21 d'abril de 2006     | Kitt Peak            | Spacewatch                    |
| 434751 | 2006 HV57              | 29 d'abril de 2006     | Siding Spring        | Siding Spring Survey          |
| 434752 | 2006 HH71              | 25 d'abril de 2006     | Kitt Peak            | Spacewatch                    |
| 434753 | 2006 HY75              | 25 d'abril de 2006     | Kitt Peak            | Spacewatch                    |
| 434754 | 2006 HF77              | 14 de gener de 1996    | Kitt Peak            | Spacewatch                    |
| 434755 | 2006 HA80              | 26 d'abril de 2006     | Kitt Peak            | Spacewatch                    |
| 434756 | 2006 HA84              | 26 d'abril de 2006     | Kitt Peak            | Spacewatch                    |
| 434757 | 2006 HN91              | 29 d'abril de 2006     | Kitt Peak            | Spacewatch                    |
| 434758 | 2006 HP95              | 30 d'abril de 2006     | Kitt Peak            | Spacewatch                    |
| 434759 | 2006 HG104             | 30 d'abril de 2006     | Kitt Peak            | Spacewatch                    |
| 434760 | 2006 HO115             | 25 de març de 2006     | Kitt Peak            | Spacewatch                    |
| 434761 | 2006 HL116             | 26 d'abril de 2006     | Kitt Peak            | Spacewatch                    |
| 434762 | 2006 HA153             | 20 d'abril de 2006     | Kitt Peak            | Spacewatch                    |
| 434763 | 2006 HV153             | 30 d'abril de 2006     | Catalina             | CSS                           |
| 434764 | 2006 JF6               | 2 de maig de 2006      | Nyukasa              | Nyukasa                       |
| 434765 | 2006 JZ8               | 1 de maig de 2006      | Kitt Peak            | Spacewatch                    |
| 434766 | 2006 JV13              | 3 de maig de 2006      | Kitt Peak            | Spacewatch                    |
| 434767 | 2006 JR33              | 4 de maig de 2006      | Mount Lemmon         | Mt. Lemmon Survey             |
| 434768 | 2006 JJ36              | 4 de maig de 2006      | Kitt Peak            | Spacewatch                    |
| 434769 | 2006 KC26              | 2 de febrer de 2006    | Kitt Peak            | Spacewatch                    |
| 434770 | 2006 KU26              | 20 de maig de 2006     | Kitt Peak            | Spacewatch                    |
| 434771 | 2006 KN41              | 19 de maig de 2006     | Palomar              | NEAT                          |
| 434772 | 2006 KT44              | 21 de maig de 2006     | Kitt Peak            | Spacewatch                    |
| 434773 | 2006 KC58              | 22 de maig de 2006     | Kitt Peak            | Spacewatch                    |
| 434774 | 2006 KU62              | 22 de maig de 2006     | Kitt Peak            | Spacewatch                    |
| 434775 | 2006 KU68              | 20 de maig de 2006     | Kitt Peak            | Spacewatch                    |
| 434776 | 2006 KD69              | 21 de maig de 2006     | Catalina             | CSS                           |
| 434777 | 2006 KQ72              | 23 de maig de 2006     | Kitt Peak            | Spacewatch                    |
| 434778 | 2006 KK87              | 21 d'octubre de 2003   | Kitt Peak            | Spacewatch                    |
| 434779 | 2006 KR100             | 24 de maig de 2006     | Kitt Peak            | Spacewatch                    |
| 434780 | 2006 KK108             | 31 de maig de 2006     | Mount Lemmon         | Mt. Lemmon Survey             |
| 434781 | 2006 KP116             | 29 de maig de 2006     | Socorro              | LINEAR                        |
| 434782 | 2006 MR11              | 18 de juny de 2006     | Kitt Peak            | Spacewatch                    |
| 434783 | 2006 MT14              | 21 de juny de 2006     | Catalina             | CSS                           |
| 434784 | 2006 OL1               | 30 de maig de 2006     | Mount Lemmon         | Mt. Lemmon Survey             |
| 434785 | 2006 OJ21              | 21 de juliol de 2006   | Mount Lemmon         | Mt. Lemmon Survey             |
| 434786 | 2006 PW                | 12 d'agost de 2006     | Palomar              | NEAT                          |
| 434787 | 2006 QW19              | 18 d'agost de 2006     | Socorro              | LINEAR                        |
| 434788 | 2006 QS38              | 18 d'agost de 2006     | Anderson Mesa        | LONEOS                        |
| 434789 | 2006 QT68              | 21 d'agost de 2006     | Kitt Peak            | Spacewatch                    |
| 434790 | 2006 QQ73              | 21 d'agost de 2006     | Kitt Peak            | Spacewatch                    |
| 434791 | 2006 QO109             | 19 d'agost de 2006     | Kitt Peak            | Spacewatch                    |
| 434792 | 2006 QA122             | 29 d'agost de 2006     | Catalina             | CSS                           |
| 434793 | 2006 QG166             | 29 d'agost de 2006     | Catalina             | CSS                           |
| 434794 | 2006 RC17              | 25 de juliol de 2006   | Mount Lemmon         | Mt. Lemmon Survey             |
| 434795 | 2006 RL17              | 14 de setembre de 2006 | Palomar              | NEAT                          |
| 434796 | 2006 RL27              | 21 de juliol de 2006   | Mount Lemmon         | Mt. Lemmon Survey             |
| 434797 | 2006 RO38              | 14 de setembre de 2006 | Catalina             | CSS                           |
| 434798 | 2006 RC42              | 14 de setembre de 2006 | Kitt Peak            | Spacewatch                    |
| 434799 | 2006 RR43              | 14 de setembre de 2006 | Kitt Peak            | Spacewatch                    |
| 434800 | 2006 RR48              | 14 de setembre de 2006 | Kitt Peak            | Spacewatch                    |

## 434801– 434900
| Nom    | Designació provisional | Data de descobriment   | Lloc de descobriment | Descobridor/s     |
| ------ | ---------------------- | ---------------------- | -------------------- | ----------------- |
| 434801 | 2006 RJ52              | 14 de setembre de 2006 | Kitt Peak            | Spacewatch        |
| 434802 | 2006 RL53              | 14 de setembre de 2006 | Kitt Peak            | Spacewatch        |
| 434803 | 2006 RY58              | 15 de setembre de 2006 | Kitt Peak            | Spacewatch        |
| 434804 | 2006 RX59              | 15 de setembre de 2006 | Kitt Peak            | Spacewatch        |
| 434805 | 2006 RO75              | 15 de setembre de 2006 | Kitt Peak            | Spacewatch        |
| 434806 | 2006 RP78              | 15 de setembre de 2006 | Kitt Peak            | Spacewatch        |
| 434807 | 2006 RX78              | 15 de setembre de 2006 | Kitt Peak            | Spacewatch        |
| 434808 | 2006 RP81              | 15 de setembre de 2006 | Kitt Peak            | Spacewatch        |
| 434809 | 2006 RO82              | 15 de setembre de 2006 | Kitt Peak            | Spacewatch        |
| 434810 | 2006 RX84              | 15 de setembre de 2006 | Kitt Peak            | Spacewatch        |
| 434811 | 2006 RF86              | 15 de setembre de 2006 | Kitt Peak            | Spacewatch        |
| 434812 | 2006 RV88              | 15 de setembre de 2006 | Kitt Peak            | Spacewatch        |
| 434813 | 2006 RT89              | 15 de setembre de 2006 | Kitt Peak            | Spacewatch        |
| 434814 | 2006 RT91              | 15 de setembre de 2006 | Kitt Peak            | Spacewatch        |
| 434815 | 2006 RZ91              | 15 de setembre de 2006 | Kitt Peak            | Spacewatch        |
| 434816 | 2006 RH92              | 15 de setembre de 2006 | Kitt Peak            | Spacewatch        |
| 434817 | 2006 RM94              | 15 de setembre de 2006 | Kitt Peak            | Spacewatch        |
| 434818 | 2006 RO94              | 15 de setembre de 2006 | Kitt Peak            | Spacewatch        |
| 434819 | 2006 RT96              | 15 de setembre de 2006 | Kitt Peak            | Spacewatch        |
| 434820 | 2006 RV97              | 15 de setembre de 2006 | Kitt Peak            | Spacewatch        |
| 434821 | 2006 RB99              | 14 de setembre de 2006 | Kitt Peak            | Spacewatch        |
| 434822 | 2006 RK101             | 14 de setembre de 2006 | Catalina             | CSS               |
| 434823 | 2006 RR105             | 14 de setembre de 2006 | Mauna Kea            | Masiero, J.       |
| 434824 | 2006 RA122             | 15 de setembre de 2006 | Kitt Peak            | Spacewatch        |
| 434825 | 2006 SG16              | 17 de setembre de 2006 | Catalina             | CSS               |
| 434826 | 2006 SX22              | 17 de setembre de 2006 | Anderson Mesa        | LONEOS            |
| 434827 | 2006 SP25              | 16 de setembre de 2006 | Anderson Mesa        | LONEOS            |
| 434828 | 2006 SX30              | 17 de setembre de 2006 | Kitt Peak            | Spacewatch        |
| 434829 | 2006 SH35              | 17 de setembre de 2006 | Kitt Peak            | Spacewatch        |
| 434830 | 2006 SR35              | 17 de setembre de 2006 | Kitt Peak            | Spacewatch        |
| 434831 | 2006 SF39              | 18 de setembre de 2006 | Socorro              | LINEAR            |
| 434832 | 2006 SL48              | 19 de setembre de 2006 | Kitt Peak            | Spacewatch        |
| 434833 | 2006 SW56              | 20 de setembre de 2006 | Catalina             | CSS               |
| 434834 | 2006 SX56              | 20 de setembre de 2006 | Catalina             | CSS               |
| 434835 | 2006 SG70              | 19 de setembre de 2006 | Kitt Peak            | Spacewatch        |
| 434836 | 2006 SR72              | 19 de setembre de 2006 | Kitt Peak            | Spacewatch        |
| 434837 | 2006 SG83              | 18 de setembre de 2006 | Kitt Peak            | Spacewatch        |
| 434838 | 2006 SE93              | 18 de setembre de 2006 | Kitt Peak            | Spacewatch        |
| 434839 | 2006 SS95              | 18 de setembre de 2006 | Kitt Peak            | Spacewatch        |
| 434840 | 2006 ST97              | 18 de setembre de 2006 | Kitt Peak            | Spacewatch        |
| 434841 | 2006 SN104             | 19 de setembre de 2006 | Kitt Peak            | Spacewatch        |
| 434842 | 2006 SO121             | 22 de juliol de 2006   | Mount Lemmon         | Mt. Lemmon Survey |
| 434843 | 2006 SW123             | 19 de setembre de 2006 | Catalina             | CSS               |
| 434844 | 2006 SZ124             | 16 de setembre de 2006 | Anderson Mesa        | LONEOS            |
| 434845 | 2006 SN126             | 21 de setembre de 2006 | Anderson Mesa        | LONEOS            |
| 434846 | 2006 SE141             | 25 de setembre de 2006 | Anderson Mesa        | LONEOS            |
| 434847 | 2006 SJ143             | 19 de setembre de 2006 | Kitt Peak            | Spacewatch        |
| 434848 | 2006 SX150             | 19 de setembre de 2006 | Kitt Peak            | Spacewatch        |
| 434849 | 2006 SG152             | 19 de setembre de 2006 | Kitt Peak            | Spacewatch        |
| 434850 | 2006 SV157             | 23 de setembre de 2006 | Kitt Peak            | Spacewatch        |
| 434851 | 2006 SX158             | 22 de juliol de 2006   | Mount Lemmon         | Mt. Lemmon Survey |
| 434852 | 2006 SN164             | 25 de setembre de 2006 | Kitt Peak            | Spacewatch        |
| 434853 | 2006 SO165             | 25 de setembre de 2006 | Kitt Peak            | Spacewatch        |
| 434854 | 2006 SQ191             | 15 de setembre de 2006 | Kitt Peak            | Spacewatch        |
| 434855 | 2006 SM203             | 16 de setembre de 2006 | Kitt Peak            | Spacewatch        |
| 434856 | 2006 ST204             | 25 de setembre de 2006 | Mount Lemmon         | Mt. Lemmon Survey |
| 434857 | 2006 SC214             | 19 de setembre de 2006 | Anderson Mesa        | LONEOS            |
| 434858 | 2006 ST214             | 27 de setembre de 2006 | Mount Lemmon         | Mt. Lemmon Survey |
| 434859 | 2006 SF221             | 25 de setembre de 2006 | Mount Lemmon         | Mt. Lemmon Survey |
| 434860 | 2006 SH231             | 26 de setembre de 2006 | Kitt Peak            | Spacewatch        |
| 434861 | 2006 SD260             | 26 de setembre de 2006 | Kitt Peak            | Spacewatch        |
| 434862 | 2006 SL263             | 26 de setembre de 2006 | Kitt Peak            | Spacewatch        |
| 434863 | 2006 SX265             | 6 d'abril de 2005      | Kitt Peak            | Spacewatch        |
| 434864 | 2006 SH266             | 26 de setembre de 2006 | Kitt Peak            | Spacewatch        |
| 434865 | 2006 SO269             | 26 de setembre de 2006 | Mount Lemmon         | Mt. Lemmon Survey |
| 434866 | 2006 SW271             | 27 de setembre de 2006 | Mount Lemmon         | Mt. Lemmon Survey |
| 434867 | 2006 SA285             | 29 de setembre de 2006 | Anderson Mesa        | LONEOS            |
| 434868 | 2006 SR287             | 14 de setembre de 2006 | Catalina             | CSS               |
| 434869 | 2006 SH297             | 25 de setembre de 2006 | Kitt Peak            | Spacewatch        |
| 434870 | 2006 SJ312             | 27 de setembre de 2006 | Mount Lemmon         | Mt. Lemmon Survey |
| 434871 | 2006 SK316             | 27 de setembre de 2006 | Kitt Peak            | Spacewatch        |
| 434872 | 2006 SM319             | 27 de setembre de 2006 | Kitt Peak            | Spacewatch        |
| 434873 | 2006 SR323             | 20 d'octubre de 1995   | Kitt Peak            | Spacewatch        |
| 434874 | 2006 SZ325             | 19 de setembre de 2006 | Kitt Peak            | Spacewatch        |
| 434875 | 2006 SA328             | 27 de setembre de 2006 | Kitt Peak            | Spacewatch        |
| 434876 | 2006 SD334             | 28 de setembre de 2006 | Kitt Peak            | Spacewatch        |
| 434877 | 2006 SY335             | 28 de setembre de 2006 | Kitt Peak            | Spacewatch        |
| 434878 | 2006 SS343             | 28 de setembre de 2006 | Kitt Peak            | Spacewatch        |
| 434879 | 2006 SR345             | 28 de setembre de 2006 | Kitt Peak            | Spacewatch        |
| 434880 | 2006 SF350             | 30 de setembre de 2006 | Kitt Peak            | Spacewatch        |
| 434881 | 2006 SR350             | 29 d'agost de 2006     | Kitt Peak            | Spacewatch        |
| 434882 | 2006 SM356             | 30 de setembre de 2006 | Catalina             | CSS               |
| 434883 | 2006 SZ357             | 30 de setembre de 2006 | Mount Lemmon         | Mt. Lemmon Survey |
| 434884 | 2006 SG360             | 30 de setembre de 2006 | Mount Lemmon         | Mt. Lemmon Survey |
| 434885 | 2006 SY360             | 30 de setembre de 2006 | Mount Lemmon         | Mt. Lemmon Survey |
| 434886 | 2006 SS378             | 18 de setembre de 2006 | Apache Point         | Becker, A. C.     |
| 434887 | 2006 SU378             | 18 de setembre de 2006 | Apache Point         | Becker, A. C.     |
| 434888 | 2006 SF379             | 19 de setembre de 2006 | Apache Point         | Becker, A. C.     |
| 434889 | 2006 SZ396             | 18 de setembre de 2006 | Kitt Peak            | Spacewatch        |
| 434890 | 2006 SQ397             | 25 de setembre de 2006 | Mount Lemmon         | Mt. Lemmon Survey |
| 434891 | 2006 SN398             | 16 de setembre de 2006 | Catalina             | CSS               |
| 434892 | 2006 SR400             | 25 de setembre de 2006 | Kitt Peak            | Spacewatch        |
| 434893 | 2006 SG402             | 19 de setembre de 2006 | Kitt Peak            | Spacewatch        |
| 434894 | 2006 SV404             | 30 de setembre de 2006 | Mount Lemmon         | Mt. Lemmon Survey |
| 434895 | 2006 SJ407             | 19 de setembre de 2006 | Kitt Peak            | Spacewatch        |
| 434896 | 2006 SC409             | 28 de setembre de 2006 | Catalina             | CSS               |
| 434897 | 2006 SV410             | 19 de setembre de 2006 | Kitt Peak            | Spacewatch        |
| 434898 | 2006 SG411             | 28 de setembre de 2006 | Kitt Peak            | Spacewatch        |
| 434899 | 2006 SZ411             | 28 de setembre de 2006 | Catalina             | CSS               |
| 434900 | 2006 TU                | 1 d'octubre de 2006    | Piszkéstető          | Sárneczky, K.     |

## 434901– 435000
| Nom    | Designació provisional | Data de descobriment   | Lloc de descobriment | Descobridor/s         |
| ------ | ---------------------- | ---------------------- | -------------------- | --------------------- |
| 434901 | 2006 TK2               | 2 d'octubre de 2006    | Mount Lemmon         | Mt. Lemmon Survey     |
| 434902 | 2006 TF8               | 4 d'octubre de 2006    | Mount Lemmon         | Mt. Lemmon Survey     |
| 434903 | 2006 TP25              | 12 d'octubre de 2006   | Kitt Peak            | Spacewatch            |
| 434904 | 2006 TA27              | 12 d'octubre de 2006   | Kitt Peak            | Spacewatch            |
| 434905 | 2006 TR37              | 12 d'octubre de 2006   | Kitt Peak            | Spacewatch            |
| 434906 | 2006 TF42              | 25 de setembre de 2006 | Mount Lemmon         | Mt. Lemmon Survey     |
| 434907 | 2006 TS45              | 12 d'octubre de 2006   | Kitt Peak            | Spacewatch            |
| 434908 | 2006 TK51              | 12 d'octubre de 2006   | Kitt Peak            | Spacewatch            |
| 434909 | 2006 TT51              | 12 d'octubre de 2006   | Kitt Peak            | Spacewatch            |
| 434910 | 2006 TG54              | 12 d'octubre de 2006   | Kitt Peak            | Spacewatch            |
| 434911 | 2006 TD63              | 10 d'octubre de 2006   | Palomar              | NEAT                  |
| 434912 | 2006 TW65              | 18 de setembre de 2006 | Kitt Peak            | Spacewatch            |
| 434913 | 2006 TE84              | 13 d'octubre de 2006   | Kitt Peak            | Spacewatch            |
| 434914 | 2006 TX85              | 13 d'octubre de 2006   | Kitt Peak            | Spacewatch            |
| 434915 | 2006 TE86              | 13 d'octubre de 2006   | Kitt Peak            | Spacewatch            |
| 434916 | 2006 TS86              | 13 d'octubre de 2006   | Kitt Peak            | Spacewatch            |
| 434917 | 2006 TE87              | 13 d'octubre de 2006   | Kitt Peak            | Spacewatch            |
| 434918 | 2006 TG88              | 2 d'octubre de 2006    | Mount Lemmon         | Mt. Lemmon Survey     |
| 434919 | 2006 TT88              | 13 d'octubre de 2006   | Kitt Peak            | Spacewatch            |
| 434920 | 2006 TS89              | 13 d'octubre de 2006   | Kitt Peak            | Spacewatch            |
| 434921 | 2006 TS94              | 15 d'octubre de 2006   | Lulin                | Lin, C.-S., Ye, Q.-z. |
| 434922 | 2006 TE98              | 15 d'octubre de 2006   | Kitt Peak            | Spacewatch            |
| 434923 | 2006 TN99              | 15 d'octubre de 2006   | Kitt Peak            | Spacewatch            |
| 434924 | 2006 TP100             | 2 d'octubre de 2006    | Mount Lemmon         | Mt. Lemmon Survey     |
| 434925 | 2006 TG102             | 15 d'octubre de 2006   | Kitt Peak            | Spacewatch            |
| 434926 | 2006 TJ104             | 15 d'octubre de 2006   | Kitt Peak            | Spacewatch            |
| 434927 | 2006 TB107             | 2 d'octubre de 2006    | Mount Lemmon         | Mt. Lemmon Survey     |
| 434928 | 2006 TE111             | 1 d'octubre de 2006    | Apache Point         | Becker, A. C.         |
| 434929 | 2006 TO116             | 2 d'octubre de 2006    | Apache Point         | Becker, A. C.         |
| 434930 | 2006 TV117             | 3 d'octubre de 2006    | Apache Point         | Becker, A. C.         |
| 434931 | 2006 TL119             | 11 d'octubre de 2006   | Apache Point         | Becker, A. C.         |
| 434932 | 2006 TS119             | 11 d'octubre de 2006   | Apache Point         | Becker, A. C.         |
| 434933 | 2006 TB121             | 12 d'octubre de 2006   | Apache Point         | Becker, A. C.         |
| 434934 | 2006 TF121             | 12 d'octubre de 2006   | Apache Point         | Becker, A. C.         |
| 434935 | 2006 TO124             | 3 d'octubre de 2006    | Mount Lemmon         | Mt. Lemmon Survey     |
| 434936 | 2006 TW124             | 4 d'octubre de 2006    | Mount Lemmon         | Mt. Lemmon Survey     |
| 434937 | 2006 TA125             | 4 d'octubre de 2006    | Mount Lemmon         | Mt. Lemmon Survey     |
| 434938 | 2006 TV126             | 2 d'octubre de 2006    | Mount Lemmon         | Mt. Lemmon Survey     |
| 434939 | 2006 TF129             | 4 d'octubre de 2006    | Mount Lemmon         | Mt. Lemmon Survey     |
| 434940 | 2006 TA130             | 4 d'octubre de 2006    | Mount Lemmon         | Mt. Lemmon Survey     |
| 434941 | 2006 UU8               | 16 d'octubre de 2006   | Catalina             | CSS                   |
| 434942 | 2006 UM9               | 16 d'octubre de 2006   | Kitt Peak            | Spacewatch            |
| 434943 | 2006 UD11              | 17 d'octubre de 2006   | Mount Lemmon         | Mt. Lemmon Survey     |
| 434944 | 2006 UT11              | 17 d'octubre de 2006   | Mount Lemmon         | Mt. Lemmon Survey     |
| 434945 | 2006 UN15              | 30 de setembre de 2006 | Mount Lemmon         | Mt. Lemmon Survey     |
| 434946 | 2006 UA20              | 16 d'octubre de 2006   | Kitt Peak            | Spacewatch            |
| 434947 | 2006 UB21              | 16 d'octubre de 2006   | Kitt Peak            | Spacewatch            |
| 434948 | 2006 UK24              | 16 d'octubre de 2006   | Kitt Peak            | Spacewatch            |
| 434949 | 2006 UN25              | 27 de setembre de 2006 | Mount Lemmon         | Mt. Lemmon Survey     |
| 434950 | 2006 UU27              | 25 de setembre de 2006 | Mount Lemmon         | Mt. Lemmon Survey     |
| 434951 | 2006 UX31              | 25 de setembre de 2006 | Mount Lemmon         | Mt. Lemmon Survey     |
| 434952 | 2006 UC38              | 16 d'octubre de 2006   | Kitt Peak            | Spacewatch            |
| 434953 | 2006 UK39              | 28 de setembre de 2006 | Mount Lemmon         | Mt. Lemmon Survey     |
| 434954 | 2006 UF46              | 28 de setembre de 2006 | Mount Lemmon         | Mt. Lemmon Survey     |
| 434955 | 2006 US47              | 17 d'octubre de 2006   | Kitt Peak            | Spacewatch            |
| 434956 | 2006 UW49              | 17 d'octubre de 2006   | Kitt Peak            | Spacewatch            |
| 434957 | 2006 UC52              | 17 d'octubre de 2006   | Mount Lemmon         | Mt. Lemmon Survey     |
| 434958 | 2006 UY57              | 18 d'octubre de 2006   | Kitt Peak            | Spacewatch            |
| 434959 | 2006 UZ70              | 16 d'octubre de 2006   | Catalina             | CSS                   |
| 434960 | 2006 UU82              | 17 d'octubre de 2006   | Kitt Peak            | Spacewatch            |
| 434961 | 2006 UO86              | 17 d'octubre de 2006   | Mount Lemmon         | Mt. Lemmon Survey     |
| 434962 | 2006 UO91              | 18 d'octubre de 2006   | Kitt Peak            | Spacewatch            |
| 434963 | 2006 UP92              | 18 d'octubre de 2006   | Kitt Peak            | Spacewatch            |
| 434964 | 2006 UP93              | 18 d'octubre de 2006   | Kitt Peak            | Spacewatch            |
| 434965 | 2006 UN95              | 30 de setembre de 2006 | Mount Lemmon         | Mt. Lemmon Survey     |
| 434966 | 2006 UJ100             | 18 d'octubre de 2006   | Kitt Peak            | Spacewatch            |
| 434967 | 2006 UL101             | 3 d'octubre de 2006    | Mount Lemmon         | Mt. Lemmon Survey     |
| 434968 | 2006 UW104             | 18 d'octubre de 2006   | Kitt Peak            | Spacewatch            |
| 434969 | 2006 UE109             | 18 d'octubre de 2006   | Kitt Peak            | Spacewatch            |
| 434970 | 2006 UZ109             | 27 de setembre de 2006 | Catalina             | CSS                   |
| 434971 | 2006 UQ116             | 25 de setembre de 2006 | Kitt Peak            | Spacewatch            |
| 434972 | 2006 UW118             | 26 de setembre de 2006 | Mount Lemmon         | Mt. Lemmon Survey     |
| 434973 | 2006 UZ120             | 19 d'octubre de 2006   | Kitt Peak            | Spacewatch            |
| 434974 | 2006 UH122             | 19 d'octubre de 2006   | Kitt Peak            | Spacewatch            |
| 434975 | 2006 UO122             | 19 d'octubre de 2006   | Kitt Peak            | Spacewatch            |
| 434976 | 2006 UP122             | 30 de setembre de 2006 | Mount Lemmon         | Mt. Lemmon Survey     |
| 434977 | 2006 UT123             | 19 d'octubre de 2006   | Kitt Peak            | Spacewatch            |
| 434978 | 2006 UA126             | 2 d'octubre de 2006    | Mount Lemmon         | Mt. Lemmon Survey     |
| 434979 | 2006 UN131             | 19 d'octubre de 2006   | Kitt Peak            | Spacewatch            |
| 434980 | 2006 UD135             | 19 d'octubre de 2006   | Kitt Peak            | Spacewatch            |
| 434981 | 2006 UZ135             | 19 d'octubre de 2006   | Kitt Peak            | Spacewatch            |
| 434982 | 2006 UT136             | 19 d'octubre de 2006   | Mount Lemmon         | Mt. Lemmon Survey     |
| 434983 | 2006 UL139             | 19 d'octubre de 2006   | Mount Lemmon         | Mt. Lemmon Survey     |
| 434984 | 2006 UN140             | 19 d'octubre de 2006   | Kitt Peak            | Spacewatch            |
| 434985 | 2006 UN143             | 19 d'octubre de 2006   | Mount Lemmon         | Mt. Lemmon Survey     |
| 434986 | 2006 UY143             | 19 d'octubre de 2006   | Kitt Peak            | Spacewatch            |
| 434987 | 2006 UM145             | 14 de setembre de 2006 | Catalina             | CSS                   |
| 434988 | 2006 UV155             | 21 d'octubre de 2006   | Mount Lemmon         | Mt. Lemmon Survey     |
| 434989 | 2006 UO185             | 16 d'octubre de 2006   | Catalina             | CSS                   |
| 434990 | 2006 UW198             | 27 de setembre de 2006 | Mount Lemmon         | Mt. Lemmon Survey     |
| 434991 | 2006 UM208             | 23 d'octubre de 2006   | Kitt Peak            | Spacewatch            |
| 434992 | 2006 UB209             | 23 d'octubre de 2006   | Kitt Peak            | Spacewatch            |
| 434993 | 2006 UZ210             | 23 d'octubre de 2006   | Kitt Peak            | Spacewatch            |
| 434994 | 2006 UD216             | 26 de setembre de 2006 | Mount Lemmon         | Mt. Lemmon Survey     |
| 434995 | 2006 US225             | 21 de juliol de 2006   | Mount Lemmon         | Mt. Lemmon Survey     |
| 434996 | 2006 UC242             | 27 d'octubre de 2006   | Kitt Peak            | Spacewatch            |
| 434997 | 2006 UG247             | 25 de setembre de 2006 | Kitt Peak            | Spacewatch            |
| 434998 | 2006 UJ252             | 27 d'octubre de 2006   | Mount Lemmon         | Mt. Lemmon Survey     |
| 434999 | 2006 UD256             | 27 d'octubre de 2006   | Kitt Peak            | Spacewatch            |
| 435000 | 2006 UP256             | 19 de setembre de 2006 | Kitt Peak            | Spacewatch            |